# Fittja gård

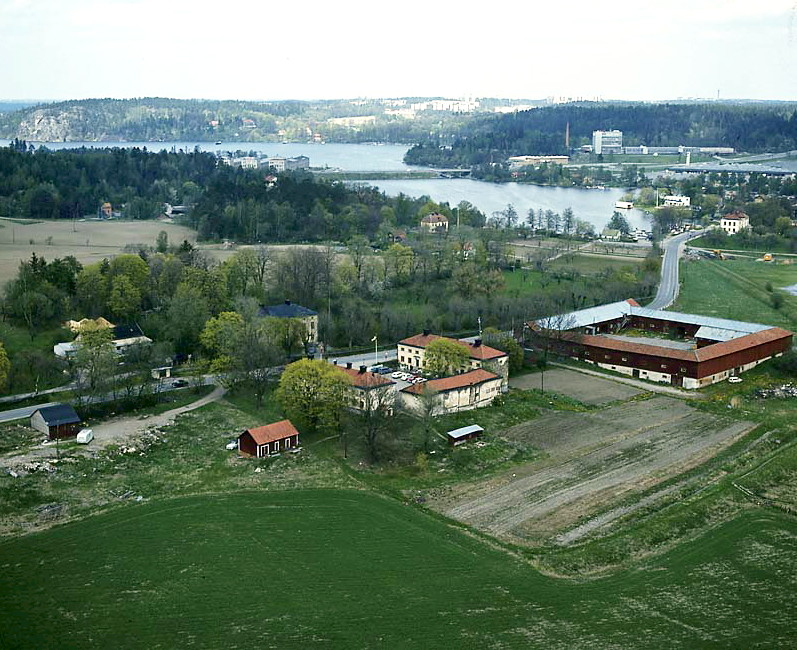
Vy över Fittja gård och Fittja loge (t.h.) och mot nordost över Fittjaviken och Fittjanäset. I bakgrunden syns Wårby Bryggerier och Mälaren (1967).

Fittja gård är en tidigare herrgård, gästgiveri och poststation. Den är belägen i kommundelen Fittja i Botkyrka socken i Botkyrka kommun. Till gården hörde även Fittja värdshus som under 1600- och 1700-talen var ett av Sveriges största gästgiverier. En mindre restaurang fanns kvar fram till 1972. Från 1660-talet och ända fram till 1916 tjänade en av gårdens byggnader som tingshus för Svartlösa härad.
Nuvarande byggnader uppfördes 1812 och samtidigt flyttades den tidigare huvudbyggnaden som var från 1700-talets mitt till Fittjaviken. Den kom att kallas för ”Ängsbyggningen”. Sedan 1987 har Mångkulturellt centrum sin verksamhet här. Enligt Stockholms läns museum är den ”kvarstående anläggningen med sina välhållna byggnader  kulturhistoriskt värdefull”.

## Historik

### Gården på medeltiden

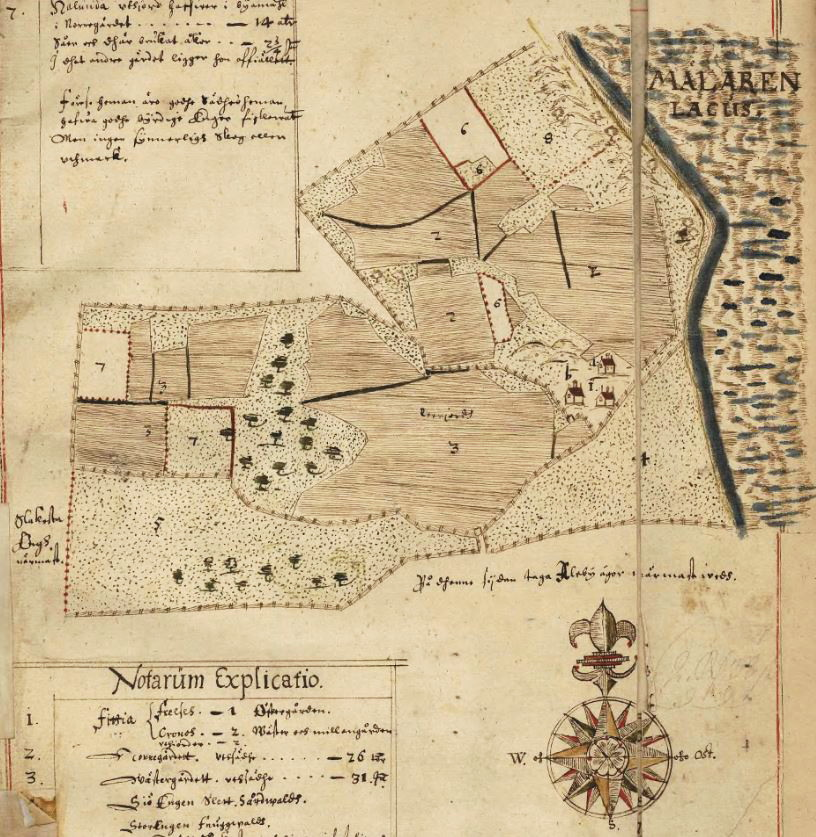
Fittja gårds ägor innan vägen kom, 1636.

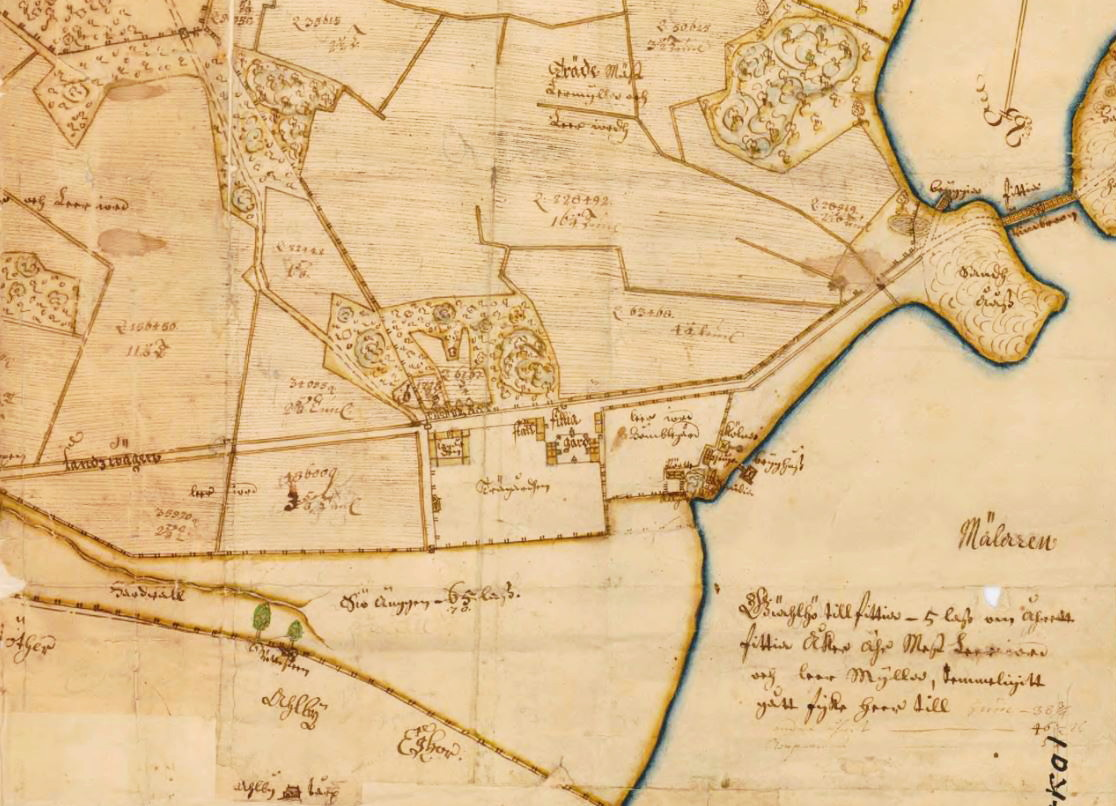
Gårdens byggnader och landsvägen mellan Stockholm och Södertälje, 1664.

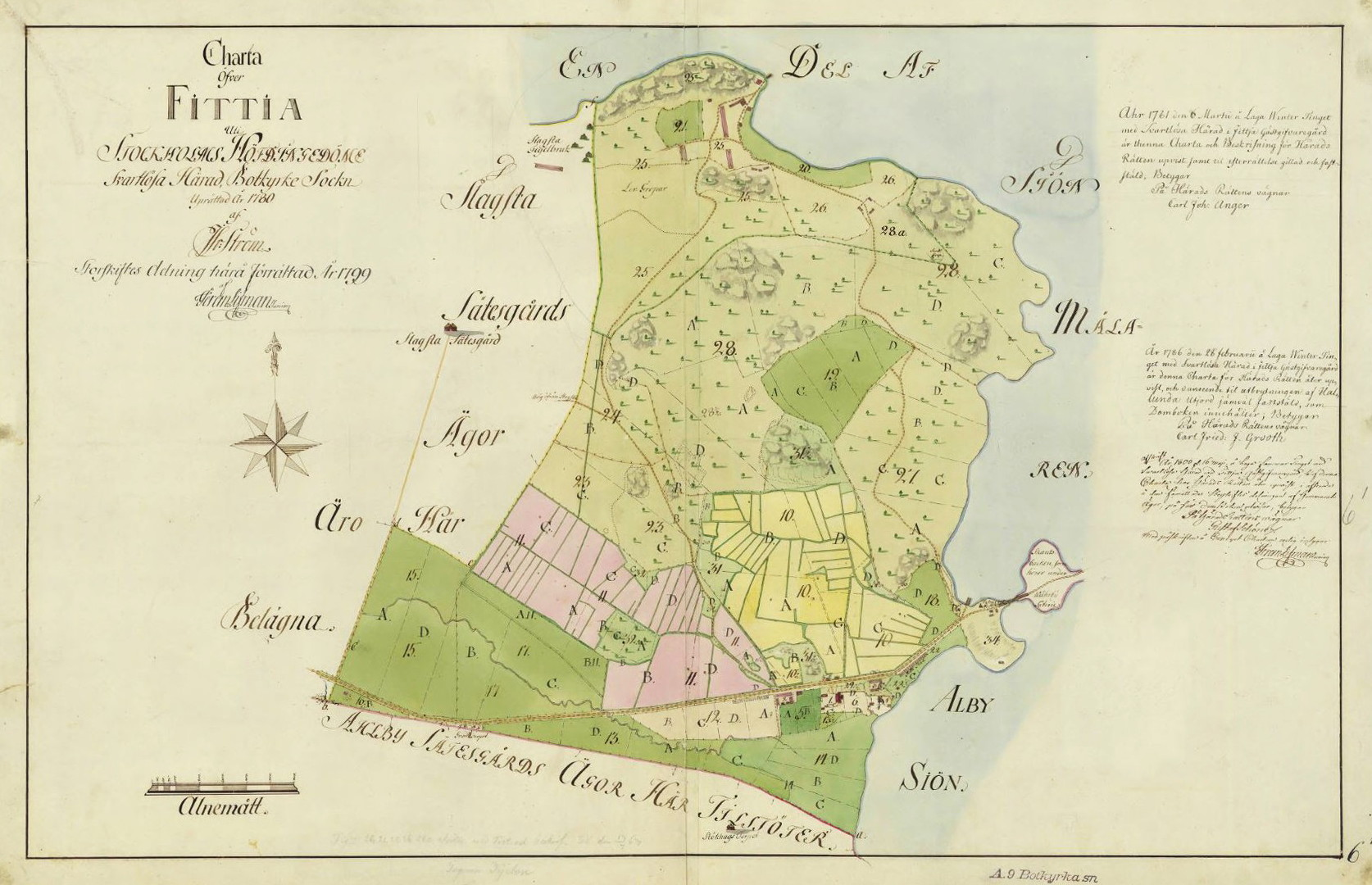
Fittja gårds ägor, 1780.

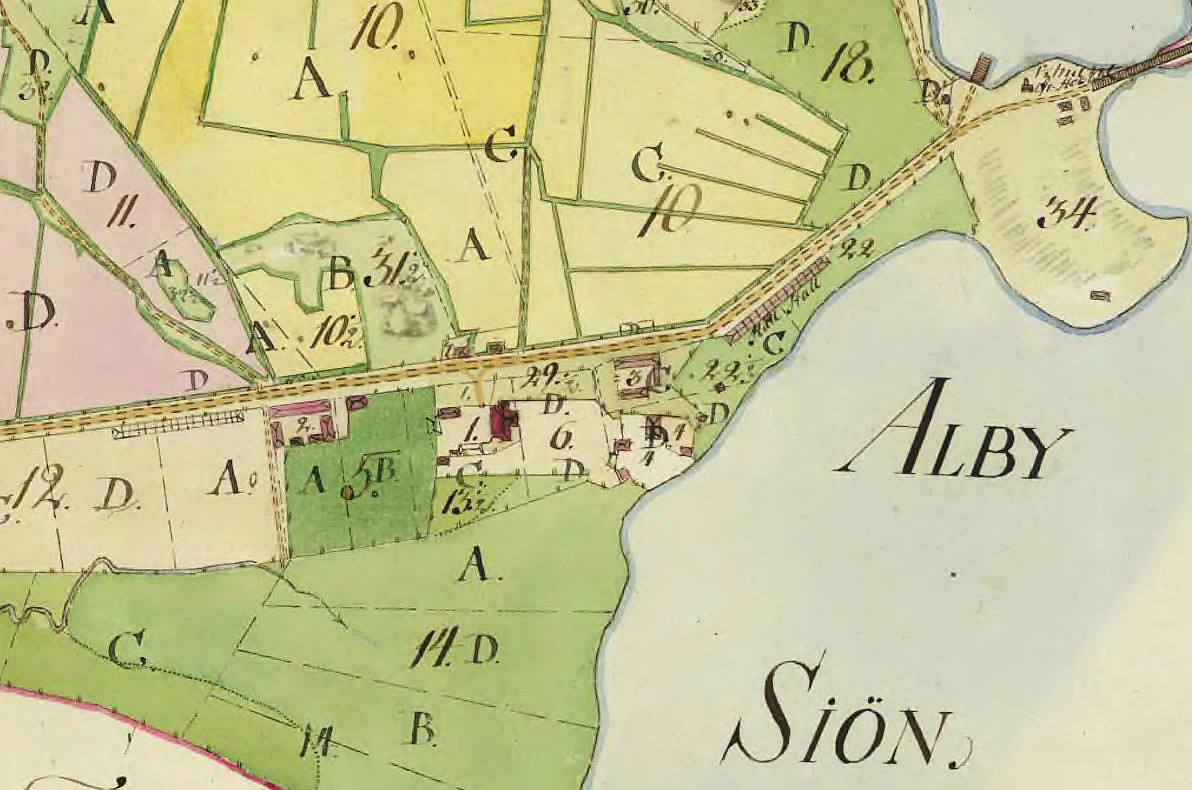
Gårdens byggnader 1780:
1 Mangården, 2 Ladugården, 3 Stallgården, 4 Gästgivarens hus, 5 Trädgården,
6 Tobaksland.

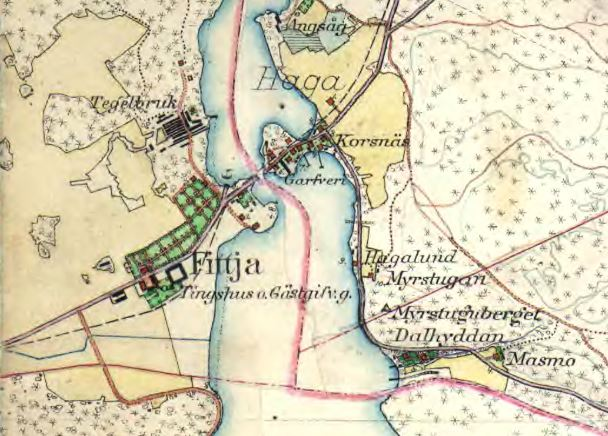
Fittja gård och tegelbruk 1901-1906.

Gården nämns första gången skriftligt i ett frälsebrev 1299. På platsen väster om Albysjön fanns dock bosättningar redan under yngre järnåldern. Byn Fittja etablerades under medeltiden i Botkyrka socken. I samband med reformationen i Sverige konfiskerades gårdens egendomar av kronan. Bönder brukade därefter gårdens mark fram till 1631, då Erik Larsson von der Linde övertog gården. Han ägde även Lindhovs gård vid sjön Aspen i nuvarande Botkyrka kommun.

### Gästgiveri, poststation och tingsplats

#### 1600-talet
Gårdens vidare historik är intimt förknippad med en nyanlagd färdväg från Hornstull söderut  mot Södertälje (Södertäljevägen, senare Riksväg 1) som skulle ersätta den uråldriga och undermåliga Göta landsväg. 1633 inleddes arbetena, och 1669 var den nya vägsträckningen helt klar, då Fittja bro vid Fittjanäset färdigställdes under ledning av Erik Dahlberghs fortifikationstrupper. Den nya färdvägen drogs även förbi Fittja gård, som på den tiden låg på lagom dagsavstånd för en resande som färdades med häst och vagn från Stockholm. Färden gick inte fort på den tiden och till Stockholm var det blygsamma 1½ Upplandsmil (motsvarande 16 kilometer). En ½-milstolpe strax väster om bron över Fittjanäset markerar fortfarande avståndet till huvudstaden. Resan mellan Stockholm och Helsingborg kunde ta ungefär tolv dygn.
Gården hade tidigare ett något undanskymt läge i sluttningen mot Albysjön, men den fick genom den nya vägen en helt ny roll. Vid gården inrättades en skjutsstation och ett gästgiveri. Här skedde det första hästbytet på vägen från Stockholm och söderöver. Man fick även kungliga privilegier att driva en krog så att resande kunde få mat och dryck. Den förste krögaren var rådmannen i Stockholm Gustaf Mattsson som 1663 inrättade en ”Godh Krogh” i en nyuppförd värdshusbyggnad som han själv bekostade. Gästgiveriet öppnade 1666 och höll även med 20 hästar, som skulle kunna förse resande med utvilade djur. Skjutsdagböckerna från Fittja berättar om många klagomål och att Fittjas hästar var slitna och undermåliga.
År 1667 blev Fittja gård även ett posthemman med sex postiljoner och 12 hästar som hade ett eget stall i det nuvarande kvarteret Postängen. Till verksamheten hörde även jordbruk, brännvinsbränneri och ett stort tegelbruk (se Fittja tegelbruk och Slagsta tegelbruk). Från och med 1667 och ända fram till 1916 tjänade en byggnad vid Fittja gården som tingshus för Svartlösa härad. Innan dess var tingsplatsen vid Svartlöten, i närheten av dagens Alby trafikplats där Hågelbyleden börjar.

#### 1700-talet
Under 1700-talet hade Fittja gård många olika ägare. I mitten av 1700-talet uppfördes en ny huvudbyggnad (senare flyttad och kallad ”Ängsbyggningen”). På 1780-talet sträckte sig gårdens ägor från Mälaren i norr till Alby gårds marker i söder och från Fittjanäset och Albysjön i öster till Slagsta gårds egendom i väster. Mellan 1778 och 1787 ägdes Fittja av friherren och finansmannen Johan Liljencrantz som samtidigt utöver Slagsta även var godsherre på Norsborgs herrgård och Sturehovs slott och hörde då till socknens största markägare. År 1787 avstyckades den norra delen med tegelbruket och som därmed övergick till Slagsta.
Värdshuset och alla övriga verksamheter gjorde gården till en betydelsefull plats i södra Stockholm. Hit kom både herrskap och allmoge samt långväga gäster från andra länder. Bland resenärer som har övernattat i Fittja värdshus eller väntat på skjuts, finns till exempel Karl XII, Oscar I och Carl von Linné. Carl von Linné antecknade 1741 bland annat ”…efter sex fjärdedels mils resa kommo vi till Fittja, där vi länge väntade på hästar...”.  Även Gustav III och hans hov hörde till gästerna. Han kom dock inte via landsvägen utan med slup från Drottningholms slott. Carl Michael Bellman var också en av dåtidens resenärer. Han har skildrat livet på Fittja värdshus. Vid den tiden var gården en av Sveriges största gästgiverier.

### Gården under Jacob Schmidt
År 1809 blev grosshandlare Jacob Schmidt ägare till Fittja gård och värdshus. Schmidts plan var att ge gården och värdshuset en ordentlig upprustning. Han lät uppföra de nuvarande byggnaderna och en stor kringbyggd ladugård som var upptimrad i Norrland. Den kom att senare kallas för ”Fittja loge”. I denna stora ladan fanns fram till andra världskriget ett fyrtiotal kor och några hästar. När djurhållningen slutade blev logen en populär plats för dans och fest för traktens och Stockholms ungdomar. Den tidigare huvudbyggnaden, som härrörde från mitten av 1700-talet, lät Schmidt flytta cirka 500 meter åt nordost. Huset finns fortfarande kvar och kallas ”Ängsbyggningen” (idag privatbostad).  
Den nya huvudbyggnaden uppfördes i två våningar och gestaltades i stram empir. Mangården kompletterades med två flyglar och en stallbyggnad för skjutsstationen som tillsammans omslöt en innergård. Häradsrätten, arrest, vaktlokal och själva gästgiveriet fick disponera den östra flygeln, medan västra flygeln inrymde posten, brygghus och bagarstuga samt rum för resande. Landsvägen gick strax söder om huvudbyggnaden och rakt över innergården. Ängsbyggningen tjänstgjorde under en längre tid som bostad åt Fittja gårds arrendator. Schmidts storsatsning var dock förgäves.  År 1815 var hans kapital slut och han var tvungen att sälja egendomen på auktion.

### Gårdens nedgång
På 1830-talet kom ångbåtstrafiken på Mälaren igång. Gästernas antal på Fittja gård avtog markant och gästgiveriets betydelse minskade. Sjöfröken, den första ångslupen, sattes i trafik av Fittja Ångslupsbolag 1863. Hon gick på traden mellan Stockholm och Vårby-Fittja och ersatte den lilla järnhjulångaren Tessin. Det var betydligt bekvämare och säkrare, och dessutom snabbare, att resa med ångbåt än med häst och vagn. Värdshuset förlorade en del av sin forna glans. Kronprins Oskar (sedermera Oscar I) antecknade i sin dagbok år 1841: ”Fittja lyser bland de övriga gästgivargårdarna som Nordstjärnan på himlavalvet, men där är numera så tyst och öde sedan ångbåtarna plaska i alla riktningar och med förundransvärd hastighet samt på utsatt tid fortskaffa resande till sin bestämmelse.”

### Gården under familjen Carlsson
Efter Schmidts tid bytte gården ägare flera gånger fram till år 1859, då egendomen såldes av överdirektören Johan Erik Hörstadius till den förmögne bonden och riksdagsmannen Lars Magnus Carlsson. Denne såg till att gästgiveriets privilegier för brännvinsförsäljning upphävdes av kommunalnämnden år 1873. Anledningen var bråk och fylleri. Han såg även till att ett förbud utfärdades mot: ”kapplöpning  å velociped å allmän väg genom församlingen”. Velocipeder (cyklar) skrämde bland annat hästarna. Men Lars Magnus Carlsson var inte fullt så strikt som det kan låta. I augusti firades ”Lars-dagen”, som var årets största tillställning. Gårdens och granngårdarnas folk bjöds till fest och på kvällen var det dans i Tingssalen.

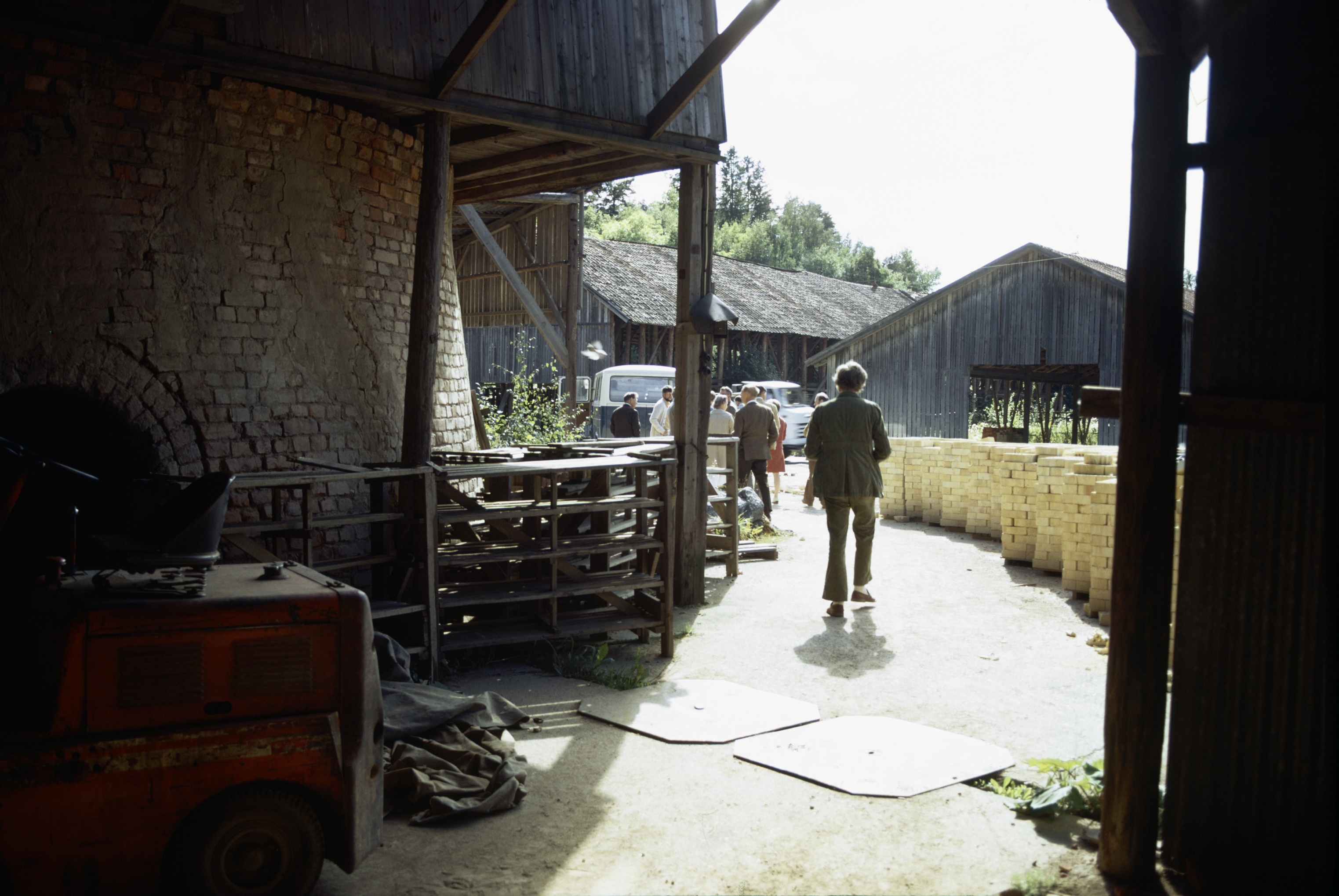
Fittja tegelbruk efter nedläggningen.

Ett nytt tegelbruk (Fittja tegelbruk) uppfördes på 1860-talet. Det låg vid Fittjaviken och var i drift ända fram till 1964. I början av 1970-talet revs det. Gården fick nu huvudsakligen sina inkomster genom jordbruk och tegeltillverkning. Carlsson blev snart en av Mälardalens största jordbrukare. Utöver Fittja gård ägde han även Glömsta gård, Norsborgs herrgård, Hallunda gård och Flemingsbergs gård.
År 1899 avled Lars Magnus Carlsson och egendomen överläts till sonen, ryttmästaren Hjalmar Carlsson. Han var dock inte lika intresserad av jordbruk som sin far, utan sysslade hellre med jakt och fiske. Gården sköttes nu av en arrendator. År 1900 gifte sig Carlsson i Berlin med tyskan Elise Kärger som han hade träffat på en tillställning vid Alby gård, granngården söder om Fittja gård. Först 1903 flyttade han och hustrun in i gården. Gästgiveriet hade förlorat sin tidigare glans och var numera bara utflyktsmål. År 1914 sålde Hjalmar Carlsson Fittja tegelbruk för 210 000 kronor till AB Mälardalens förenade tegelbruk. Fittja grustag såldes av paret Carlsson 1924 för 37 000 kronor till Svartlösa härads vägstyrelse.
På 1920-talet blev Fittja gårds trädgårdar kända. De stora fruktträdgårdarna sträckte sig norr om gården, längs med Södertäljevägen och ner till Ängsbyggningen. Produkterna (främst hallon, diverse frukter och grönsaker) höll god kvalitet och köptes in och såldes av Stockholms torghandlare. Odlingarna syns fortfarande på fotografier från 1967, men togs bort i början av 1970-talet, när norra Botkyrka exploaterades för hus- och vägbyggen. Bland miljonprogrammets höghus hittar man än idag ett och annat gammalt äppelträd från Fittja gårds odlingar. År 1950 avled Hjalmar Carlsson och gården stod kvar i dödsboet fram till 1955. Hustrun Elise fick bo kvar fram till sin död 1974.

### Historiska bilder

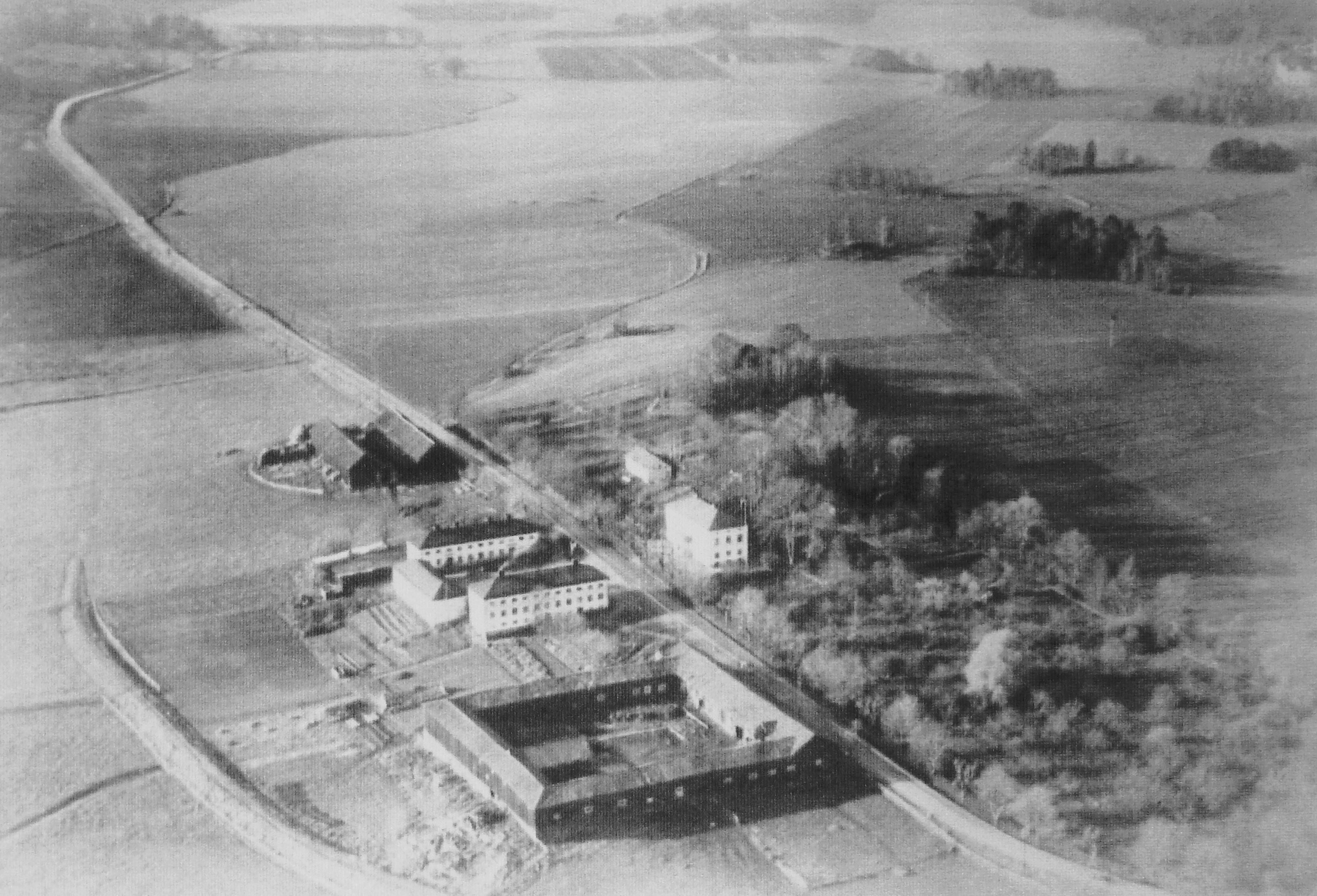
Gården och Södertäljevägen, 1910-tal, vy västerut
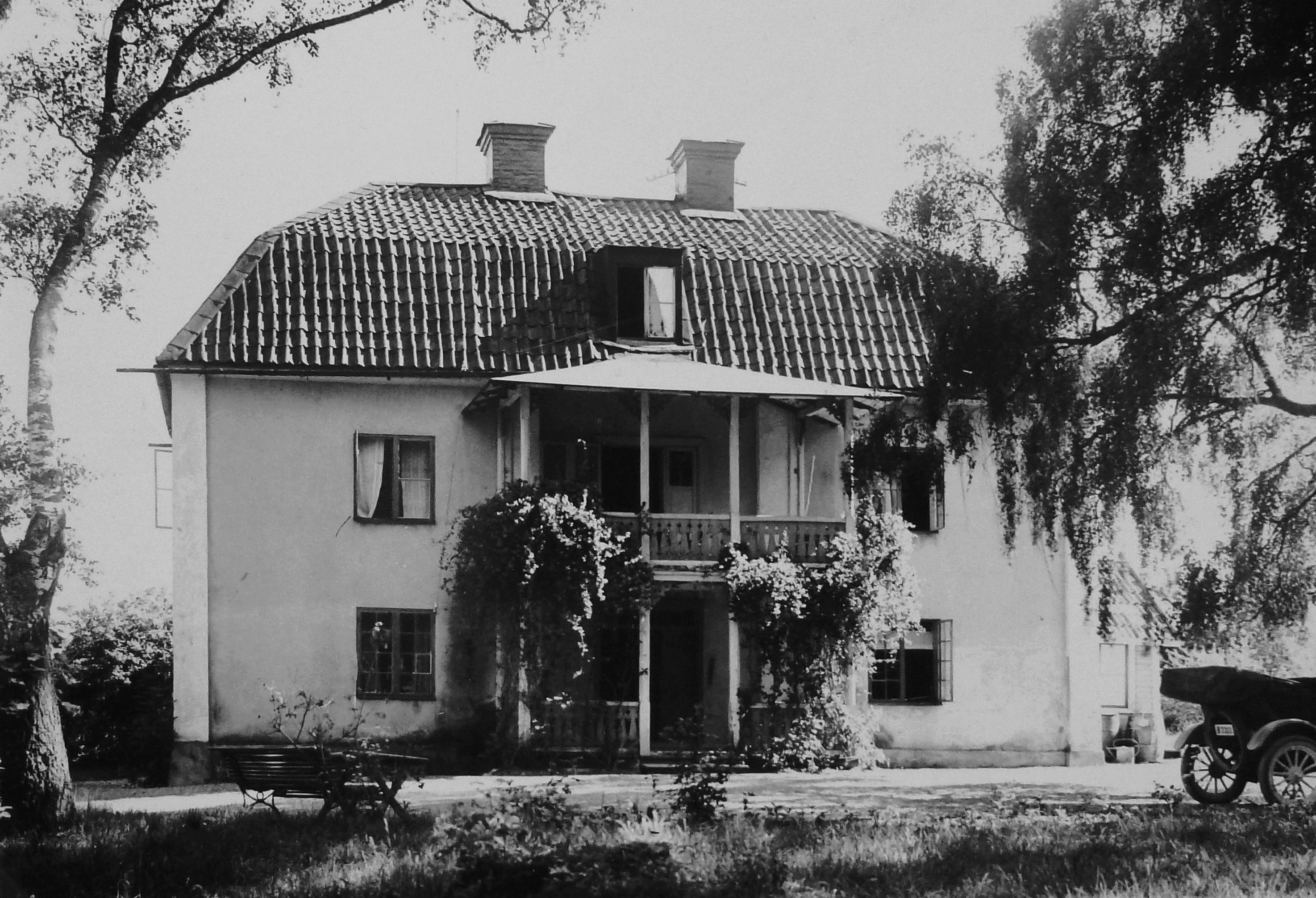
Gårdens gamla huvudbyggnad "Ängsbyggningen", 1910-tal
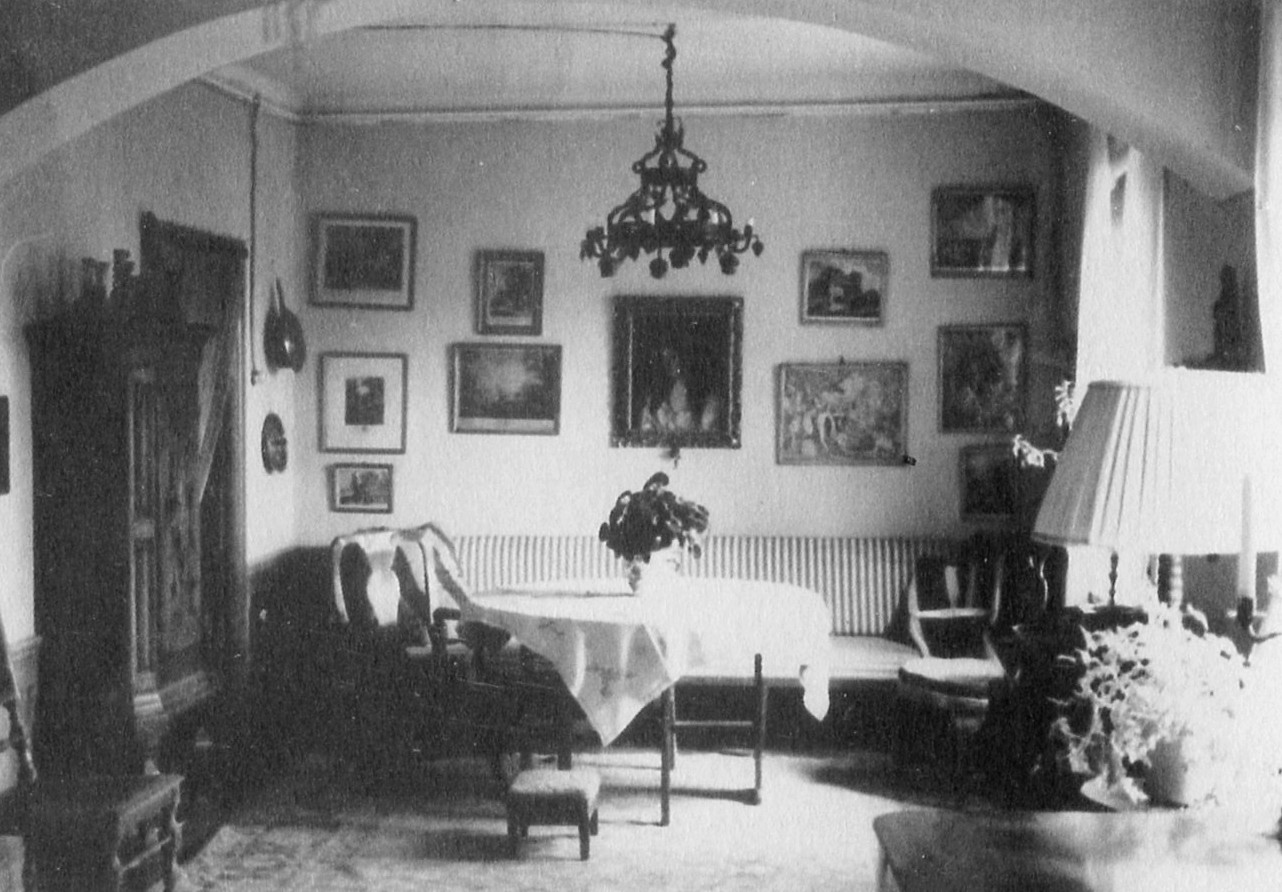
Interiör, huvudbyggnad, 1960-tal
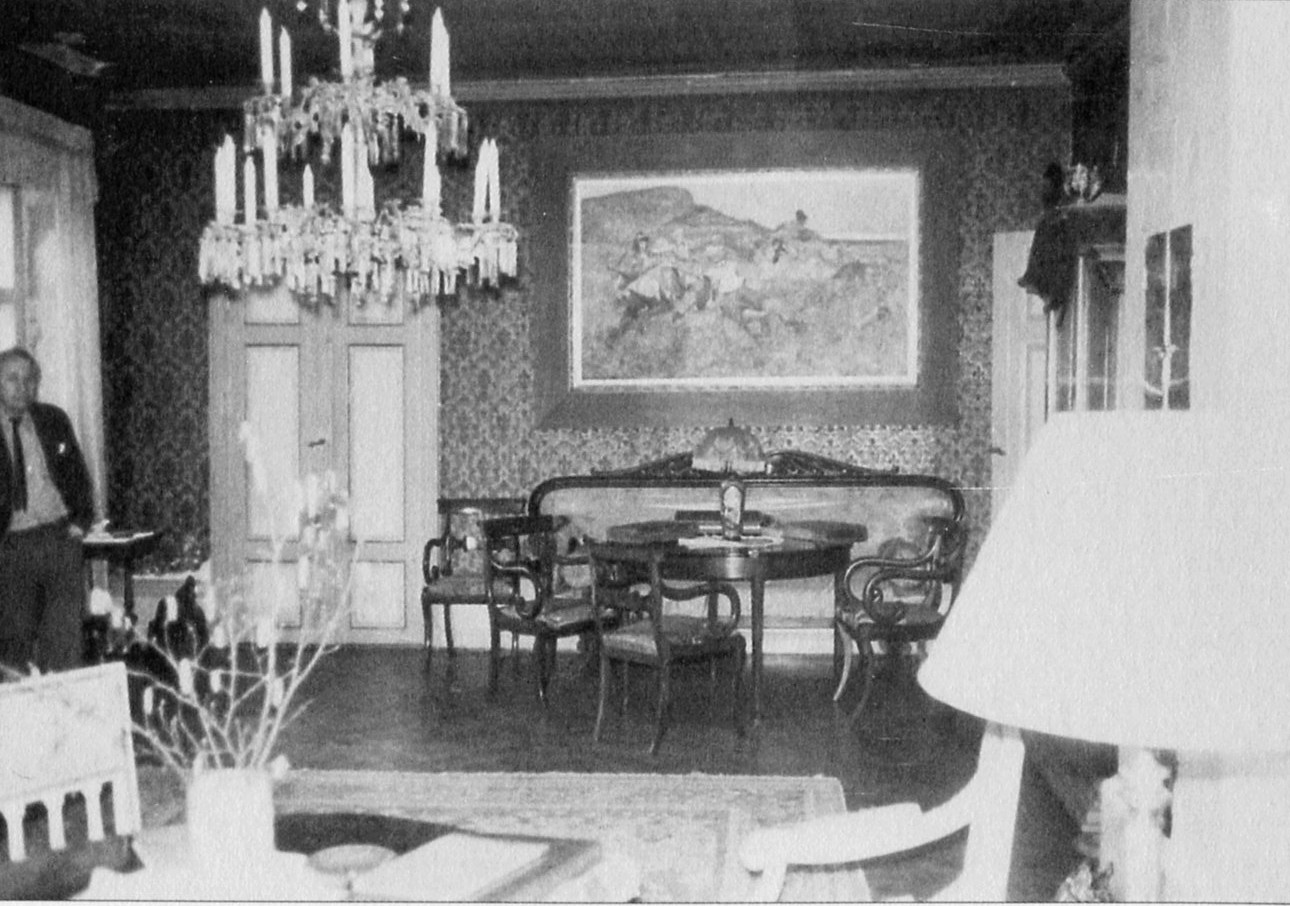
Interiör, huvudbyggnad, 1960-tal
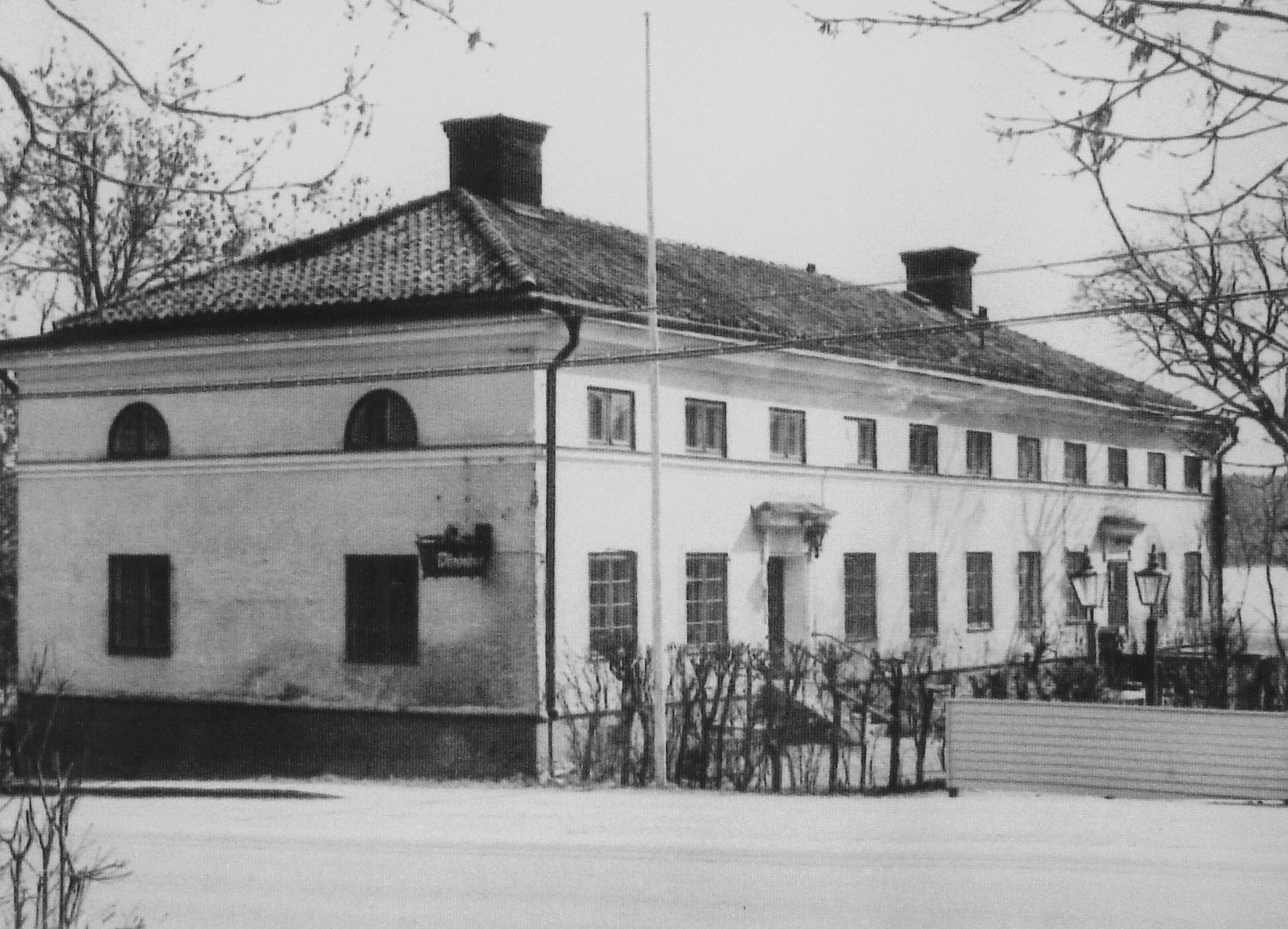
Värdshusflygeln, 1960-tal

### Gården under Ragnar Sellberg och Botkyrka kommun

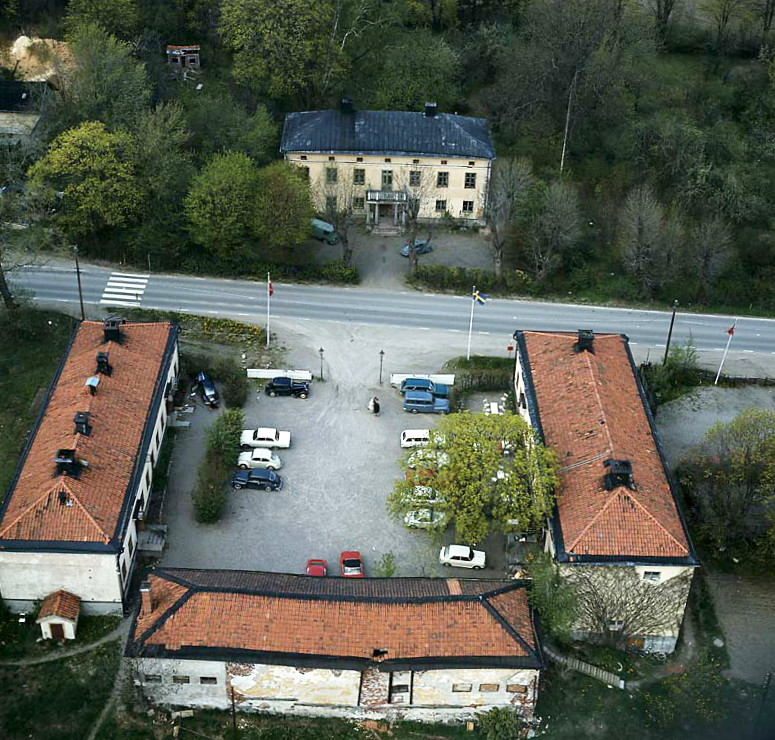
Fittja gård 1967. Längst fram syns det numera rivna stallet och till höger är värdshuslängan.

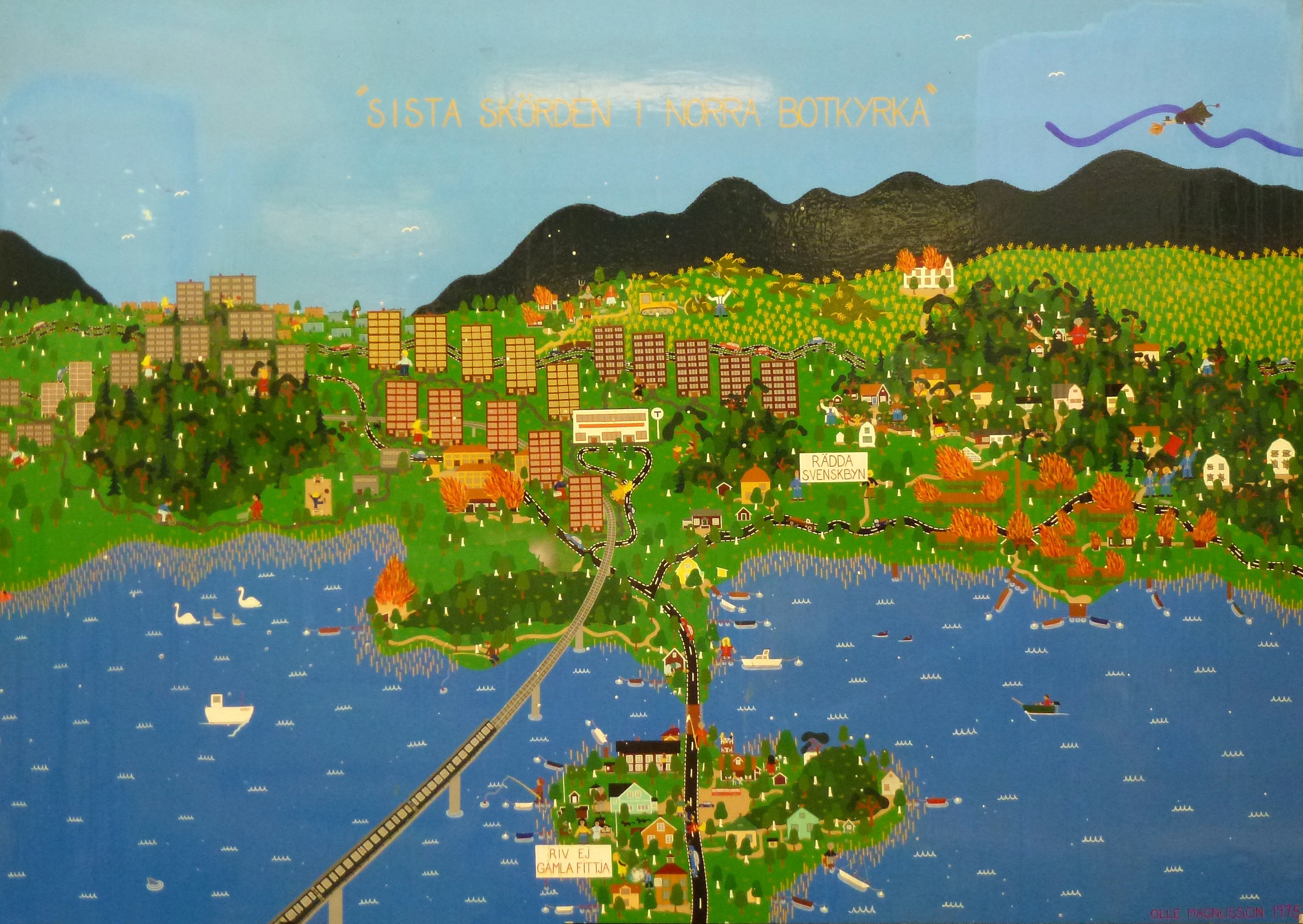
"Sista skörden i norra Botkyrka", målning av Olle Magnusson, 1975.

År 1955 förvärvades egendomen av Ragnar Sellberg, en känd entreprenör inom åkeri- och renhållningsbranschen. Han hade idéer om att knyta samman sitt naturintresse med företagsverksamheten och planerade att låta bygga en modern trädgårdsstad med gården som centrum. Trots att han lade ner stora resurser på projektet visade det sig omöjligt att genomföra visionen.
Ingen i kommunen ville ha ”ett nytt Djursholm” och förslaget avvisades och skrinlades. Istället väntade man på Stockholms stads planering av ”Botkyrkastaden”, som skulle bli en del av miljonprogrammet. Sellberg tappade intresset, lät gården förfalla och sålde marken 1967 till byggmästare Ernst Ehn och gården till Stockholms stad. Byggnadsindustri AB Ehn & Co blev sedan en av de privata byggentreprenörer i Botkyrka som uppförde dagens Fittja, medan arkitektfirman Höjer & Ljungqvist ritade både stadsplan och byggnader. 1970 eldades Fittja loge upp av brandförsvaret. På platsen finns idag Fittjabadet.
Många protesterade mot den stora och delvis hårdhänta förändringen, bland dem konstnären och författaren Olle Magnusson. Ett av hans verk i kampen mot att grävskoporna heter “Sista skörden i Norra Botkyrka” och skapades 1975. Där syns Fittja gård och framför den brinnande logen samt många andra äldre hus som står i lågor. I bakgrunden reser sig miljonprogrammets höghus. Målningen hänger som offentlig utsmyckning på Hjulsta tunnelbanestation i nordvästra Stockholm.
I och med att Södertäljevägen byggdes om till motorväg fick den i början av 1960-talet en mera nordlig sträckning över Vårbybron och trafiken förbi Fittja gård minskade ytterligare. I stadsplanen för Fittja slopades gamla Södertäljevägen som genomfartsgata, en del av vägen döptes om till Värdshusvägen och blev återvändsgränd. Därmed upphörde trafiken över Fittja gårds gårdstun, men fortfarande fanns en restaurang i östra flygeln, som syns på fotografier från slutet av 1960-talet.
Fyra år efter att Stockholms stad köpte gården av Sellberg blev Botkyrka kommun ägare 1971. Men inget gjordes för att bevara gården utan det fanns planer att riva den. Kommunens kulturnämnd fick då i uppdrag att låta utföra en inventering innan rivningen som ledde till att anläggningen skulle bevaras och underhållas. År 1970 k-märktes huvudbyggnaden med de båda flyglarna, stallbyggnaden var i mycket dåligt skick och revs senare. Efter att den sista fast boende flyttade från gården 1983 genomfördes en omfattande renovering av anläggningen. Flyglarna byggdes om till daghem och den gamla herrgårdsbyggnaden blev Folkets hus.

### Gården idag
Sedan år 1987 har Mångkulturellt centrum funnits på gården och gradvis utökat verksamheten. Den sista större förändringen skedde år 2003 då Mångkulturellt centrum fick en ny utställningsbyggnad på platsen där det tidigare stallet stod. I maj 2014 invigdes norra Europas första Unesco LUCS (lokalt Unescocenter för samverkan), som har sin verksamhet i huvudbyggnaden. Dagens Värdshusvägen är en liten del av den gamla Södertäljevägen som numera är återvändsgränd. Delar av den gamla allén står kvar öster om gården. Sedan det nya bostadskvarteret Fittjaterrassen tillkom har den tidigare gång- och cykelvägen på nytt öppnats för biltrafik. Idag påminner bara vägnamnet om den tidigare så omfattande värdshusrörelsen.

### Nutida bilder
Gårdsbyggnaderna

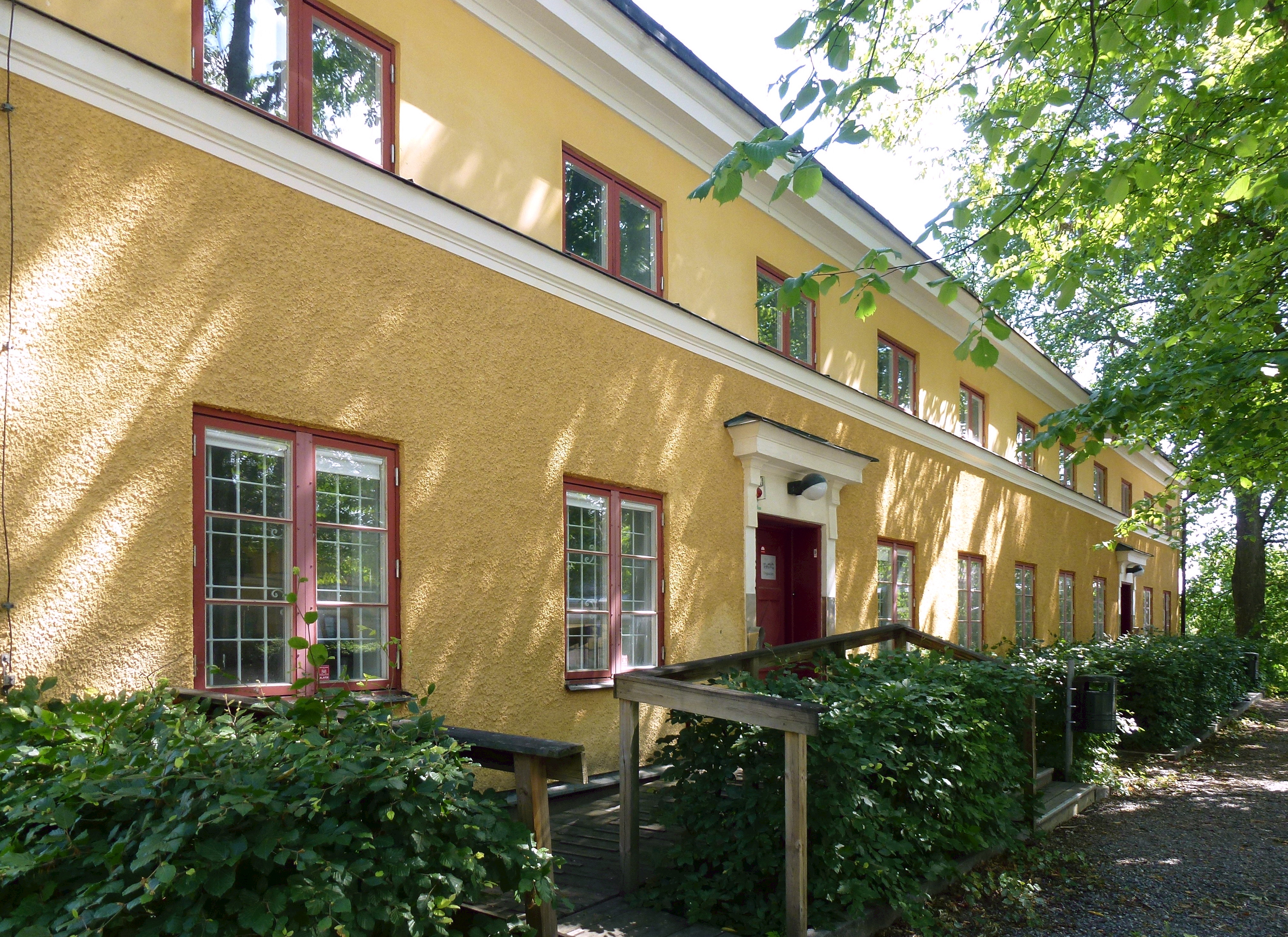
Östra flygeln (tingsflygeln)
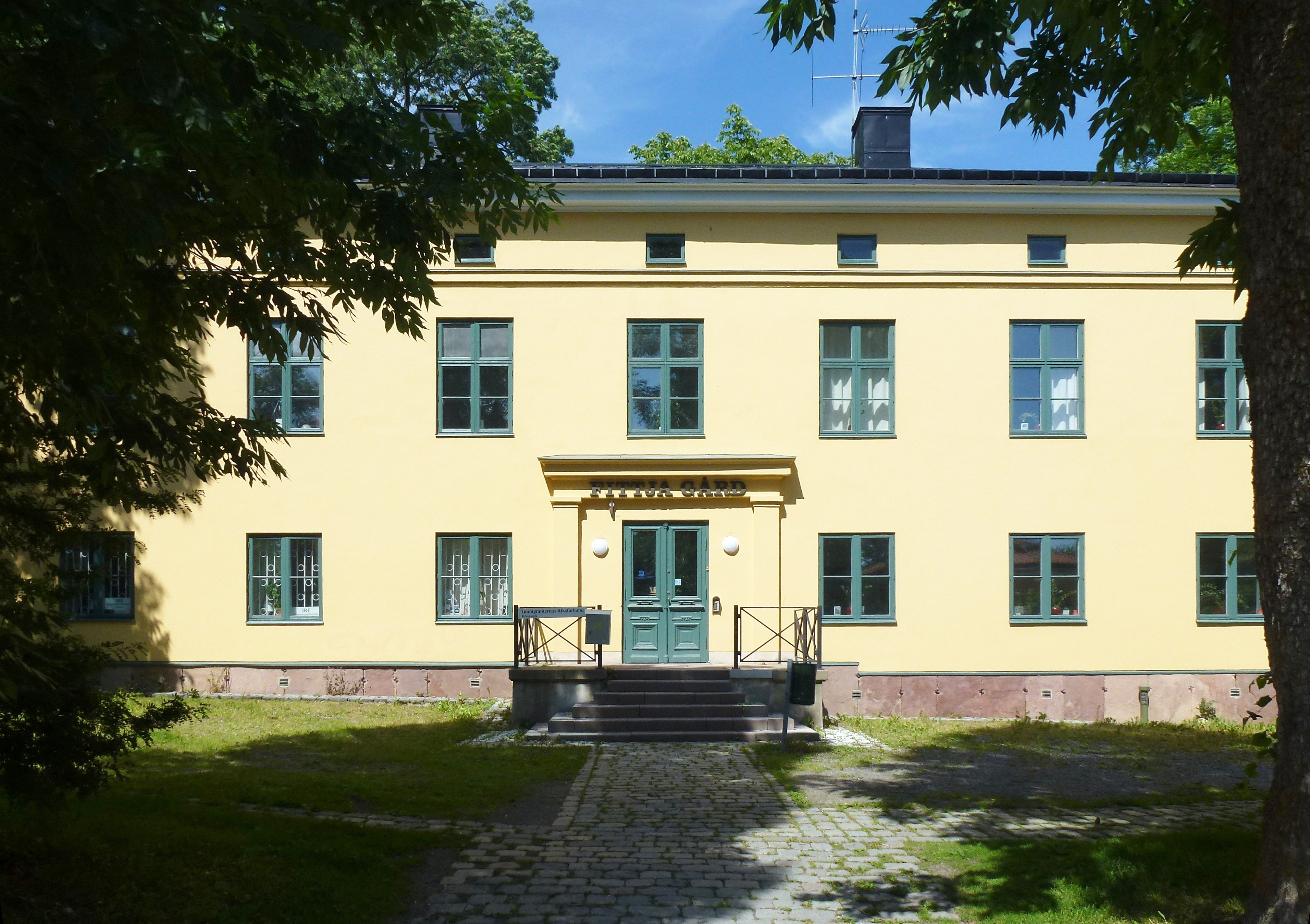
Huvudbyggnad
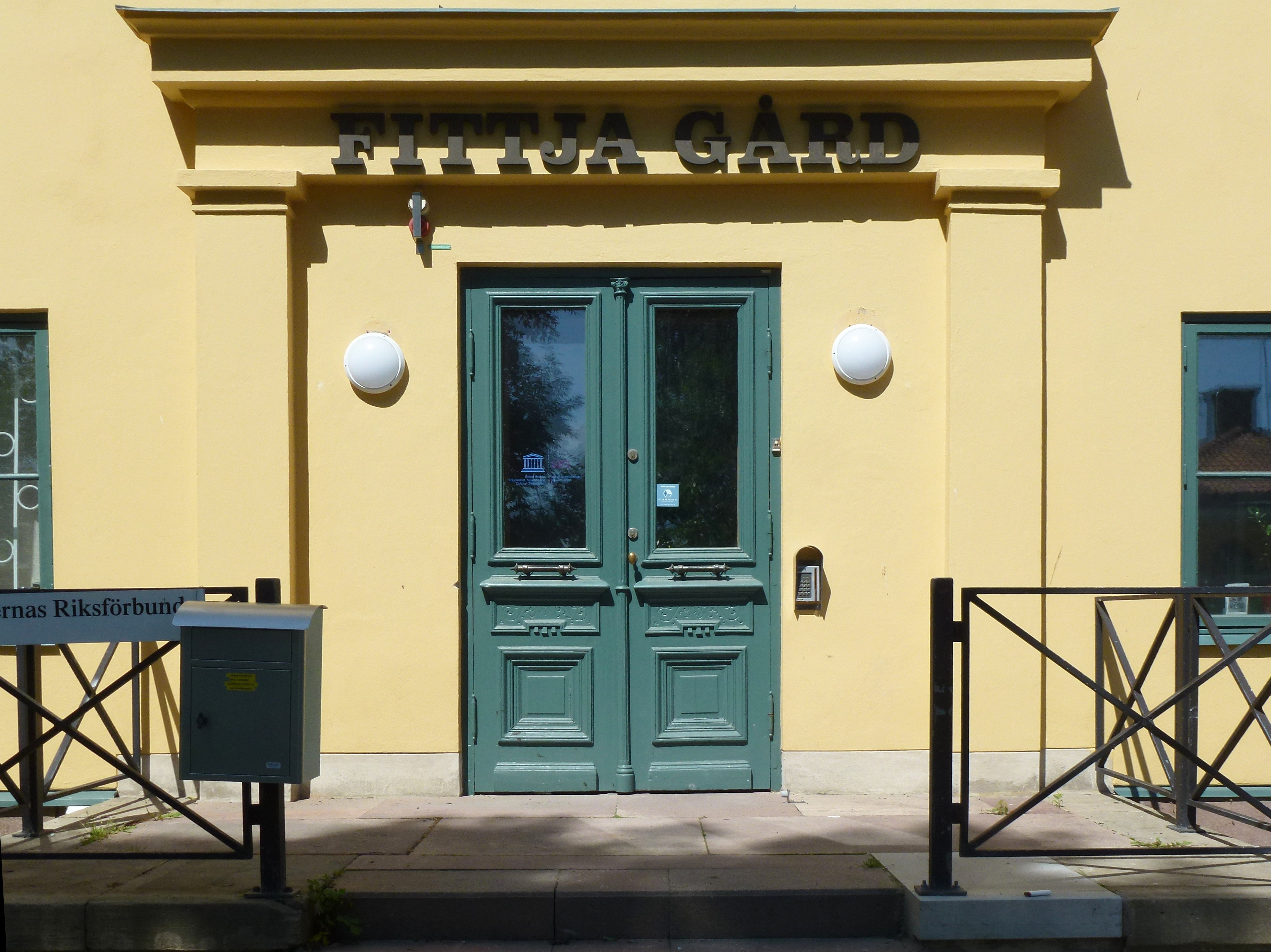
Huvudbyggnad, entré
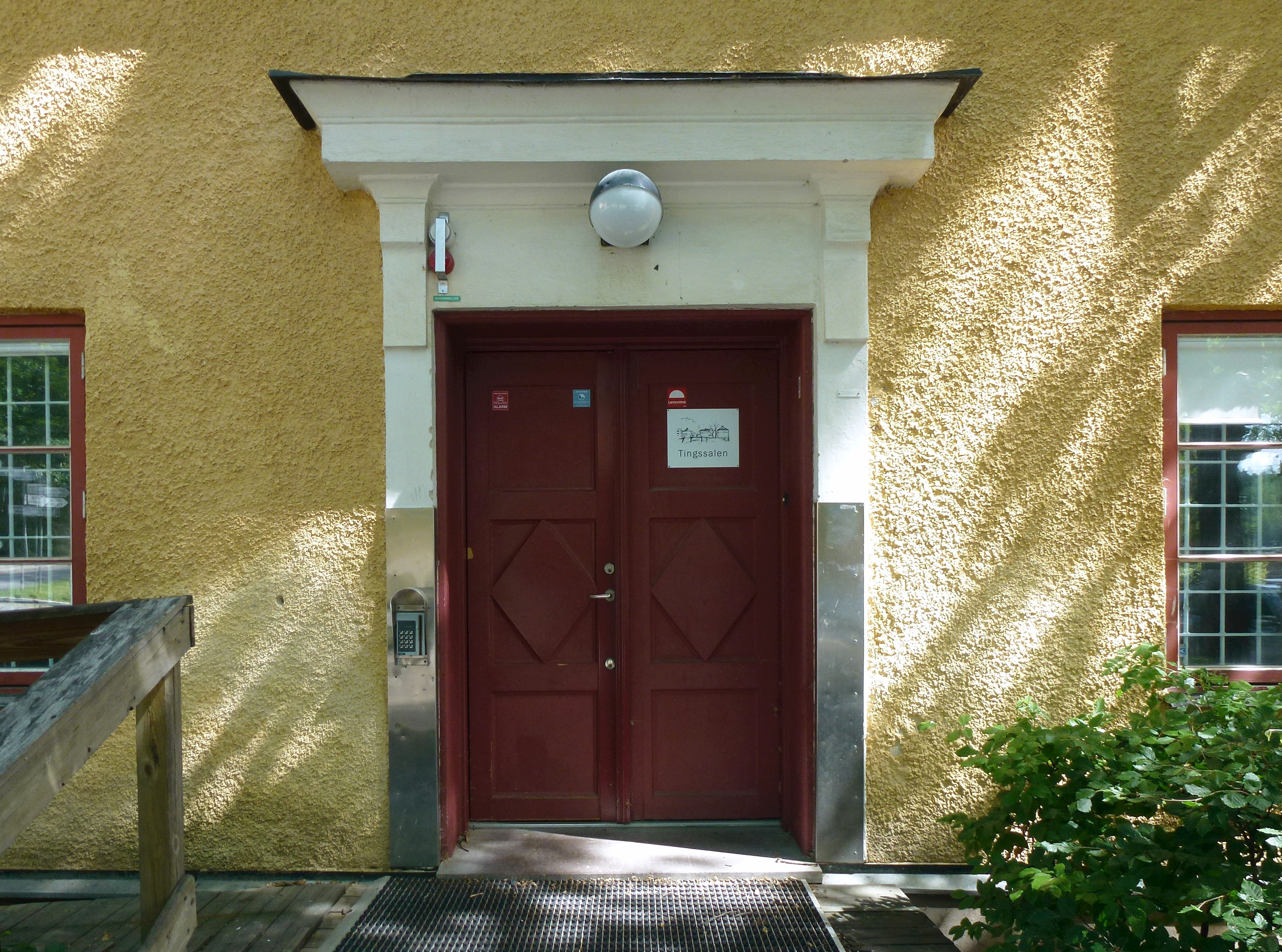
Entré till tingsflygeln
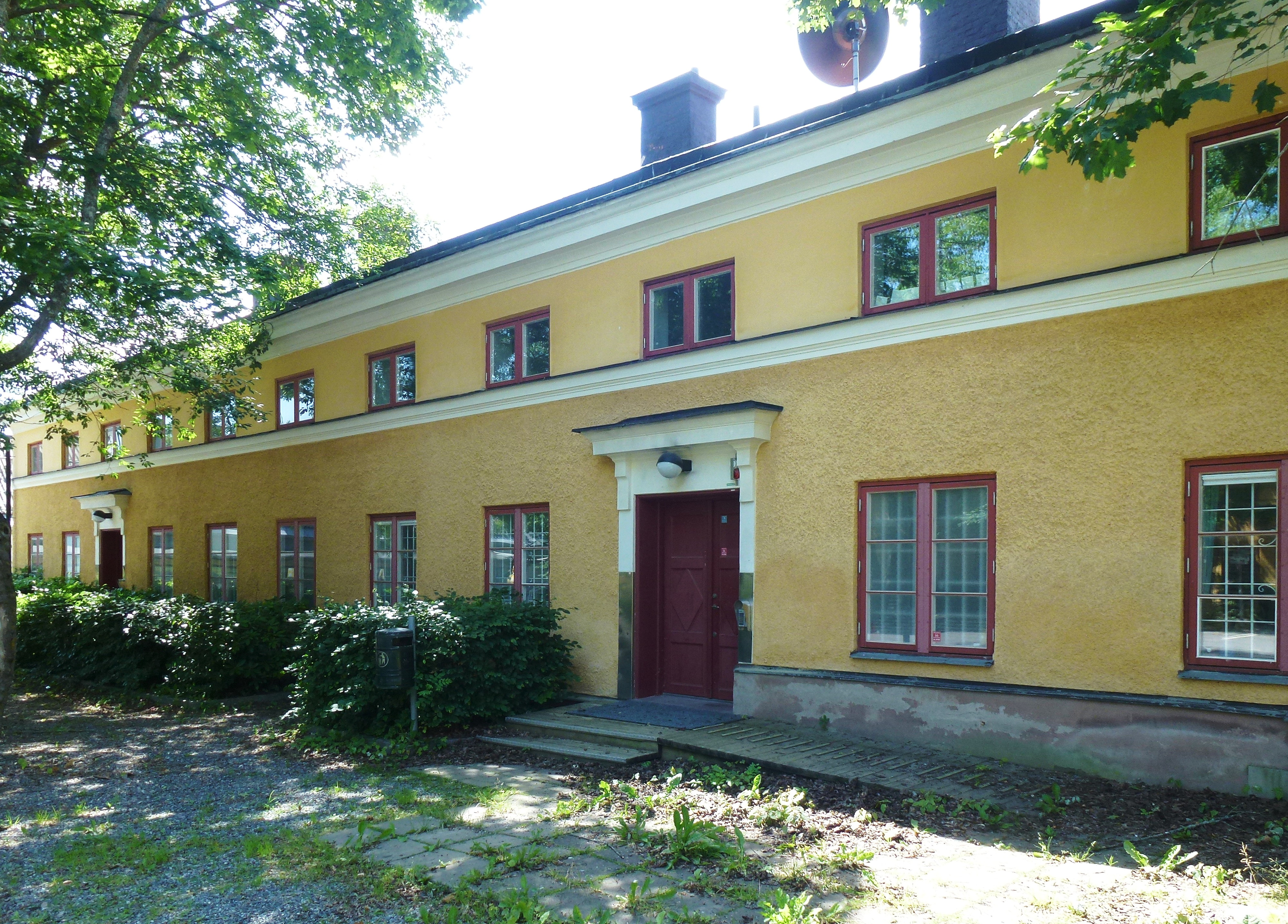
Västra flygeln

Interiör, huvudbyggnad

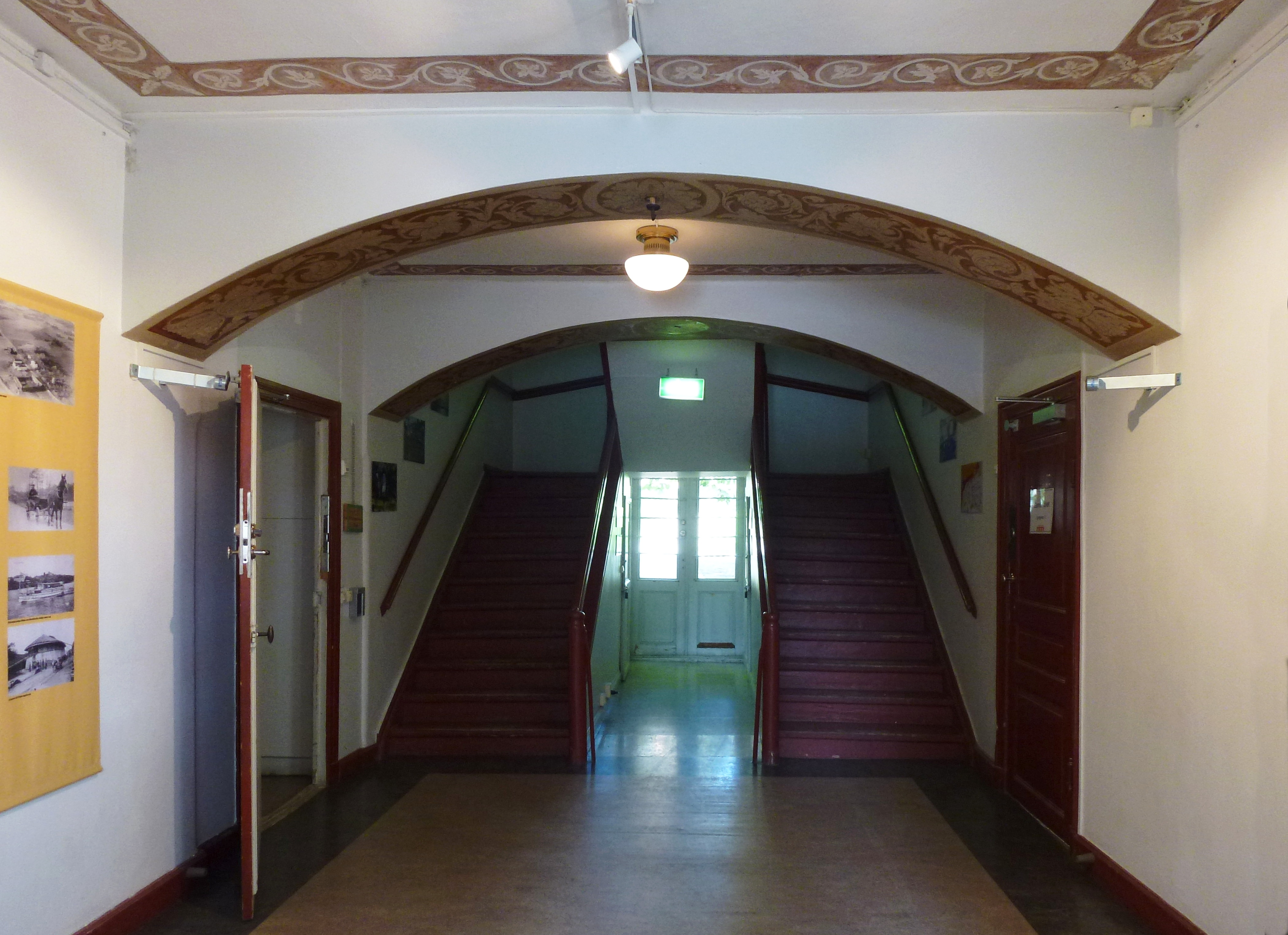
Entréhallen
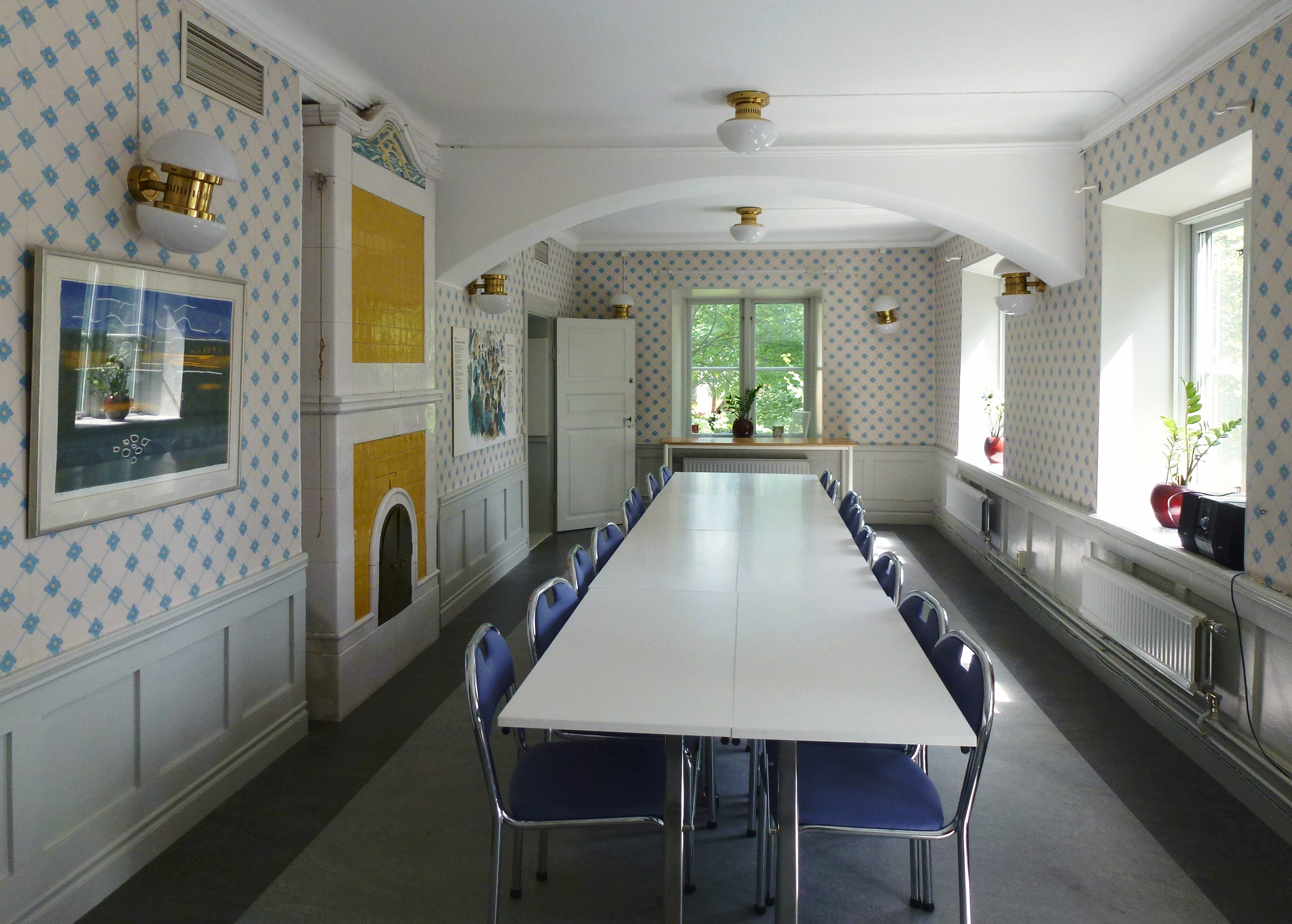
Sal på bottenvåning
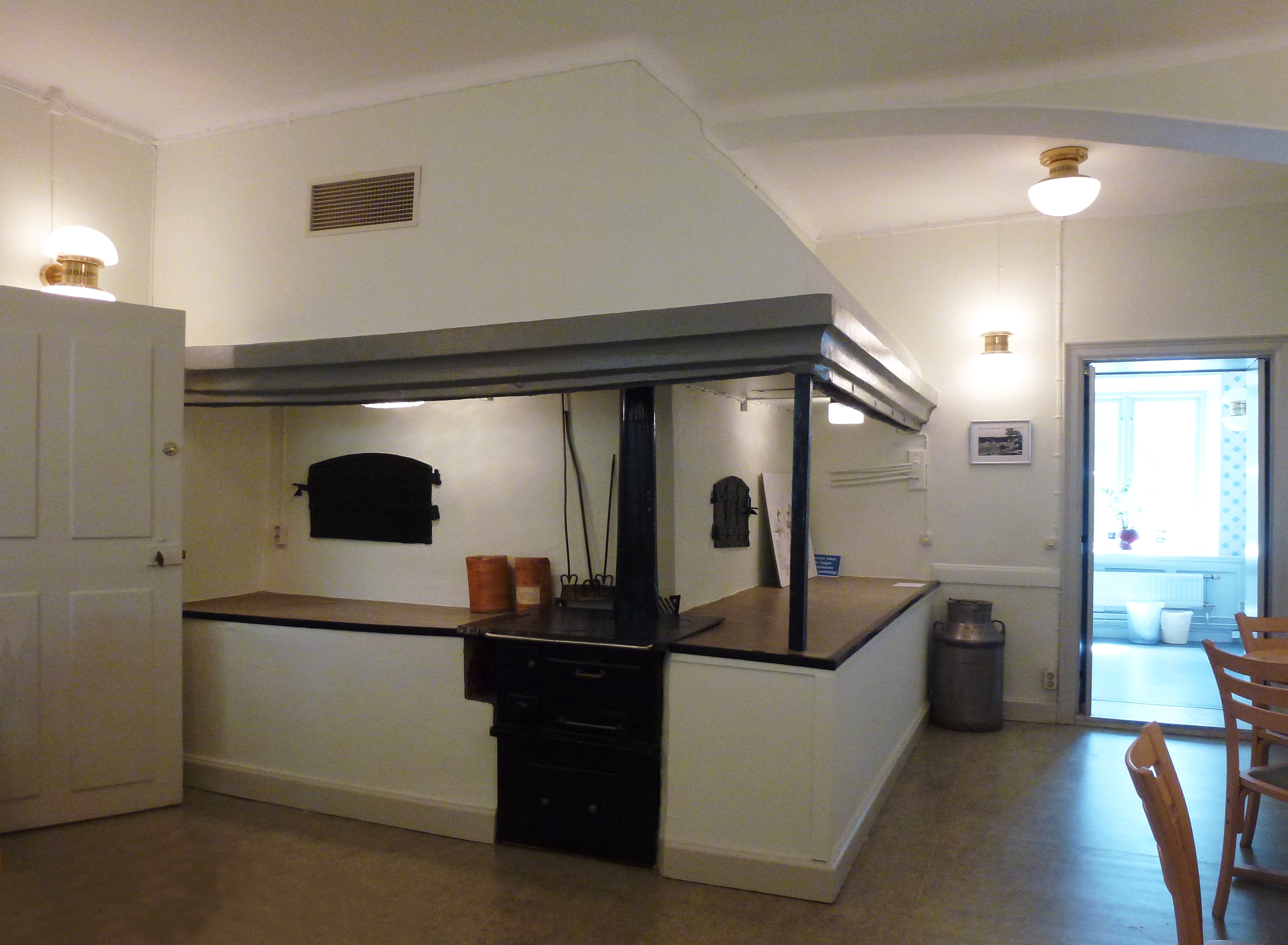
Köket
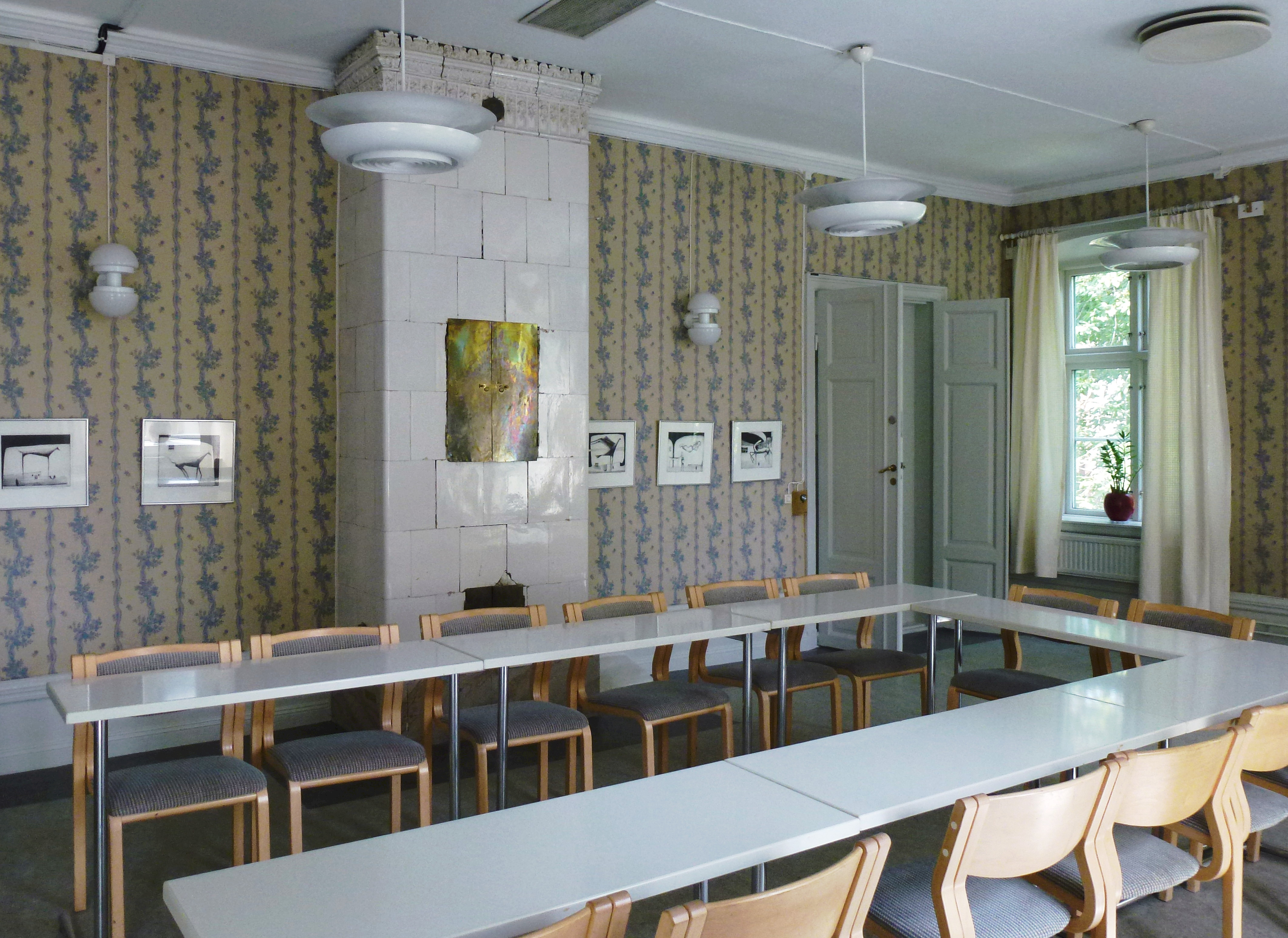
Sal på övervåningen
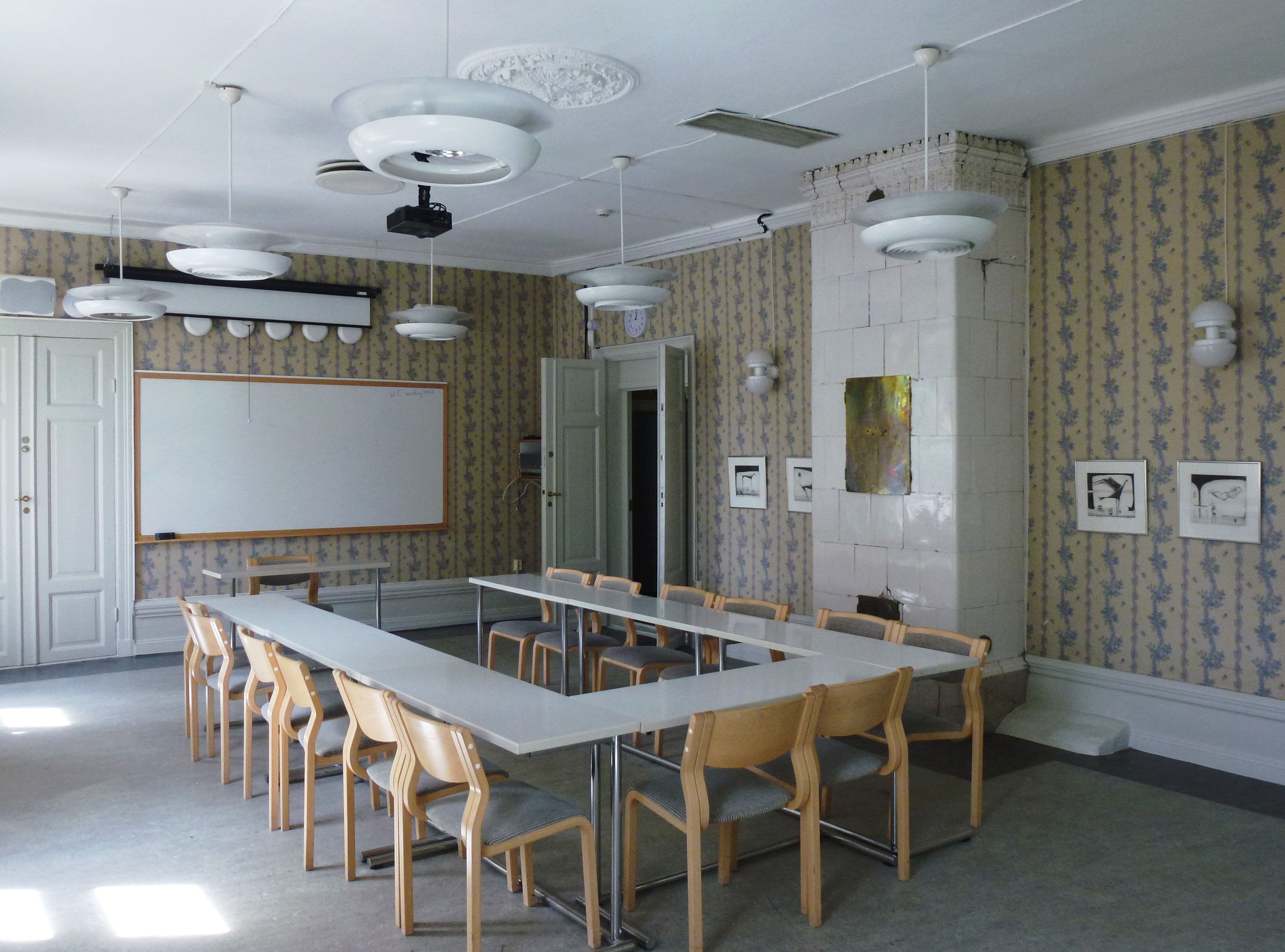
Sal på övervåningen

Omgivningen

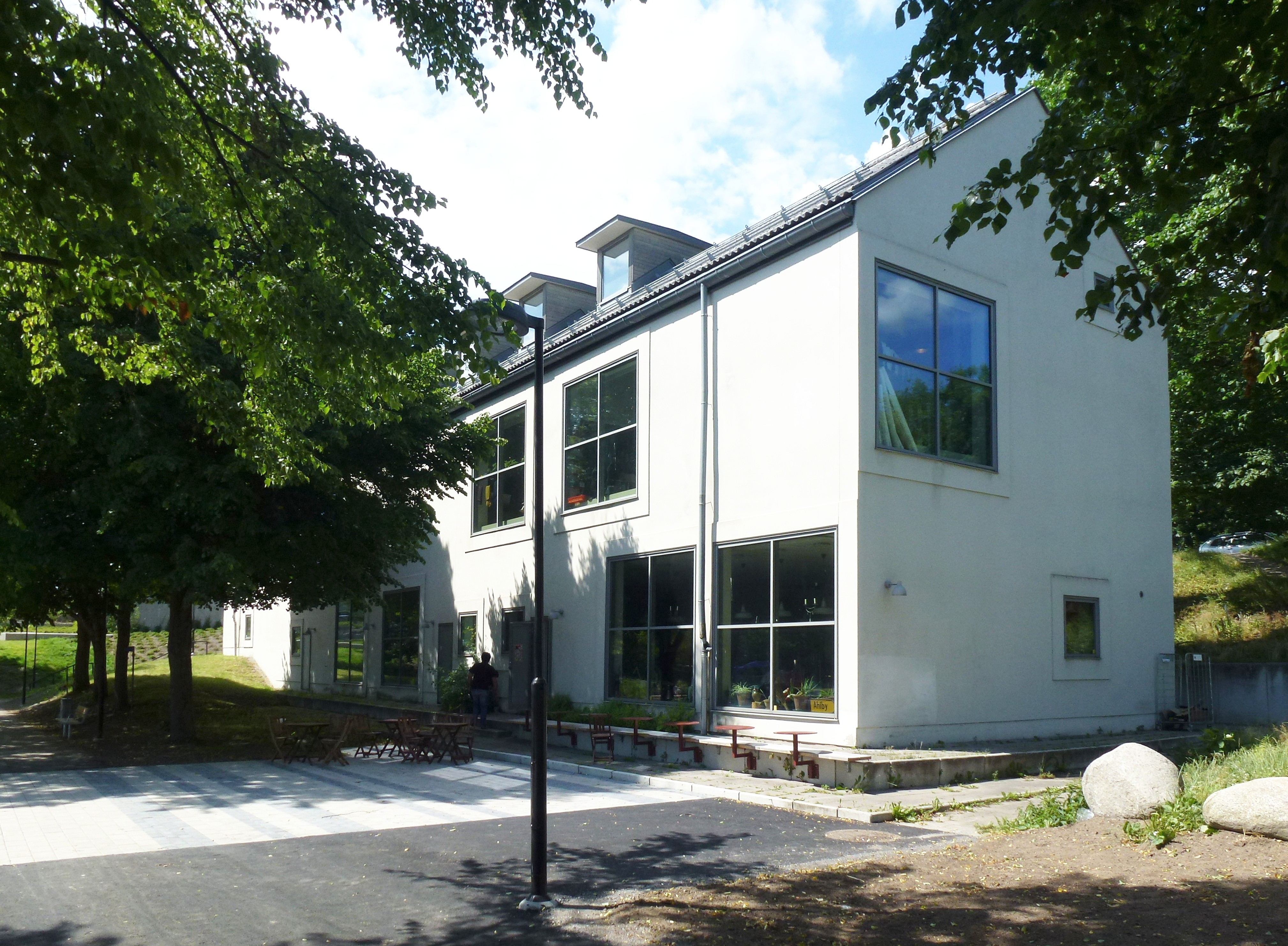
Mångkulturellt centrum står på platsen för stallet
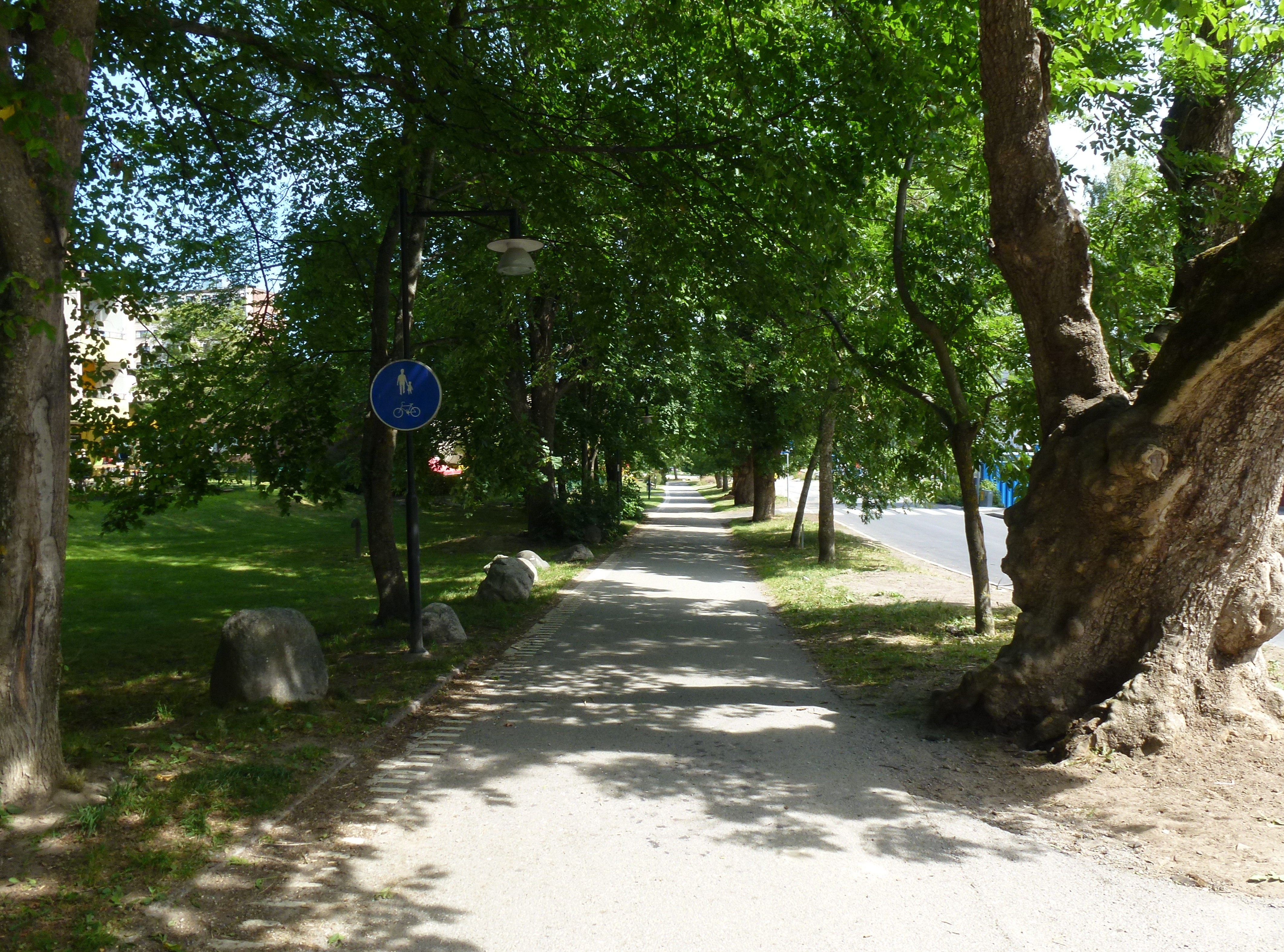
Gamla allén, österut
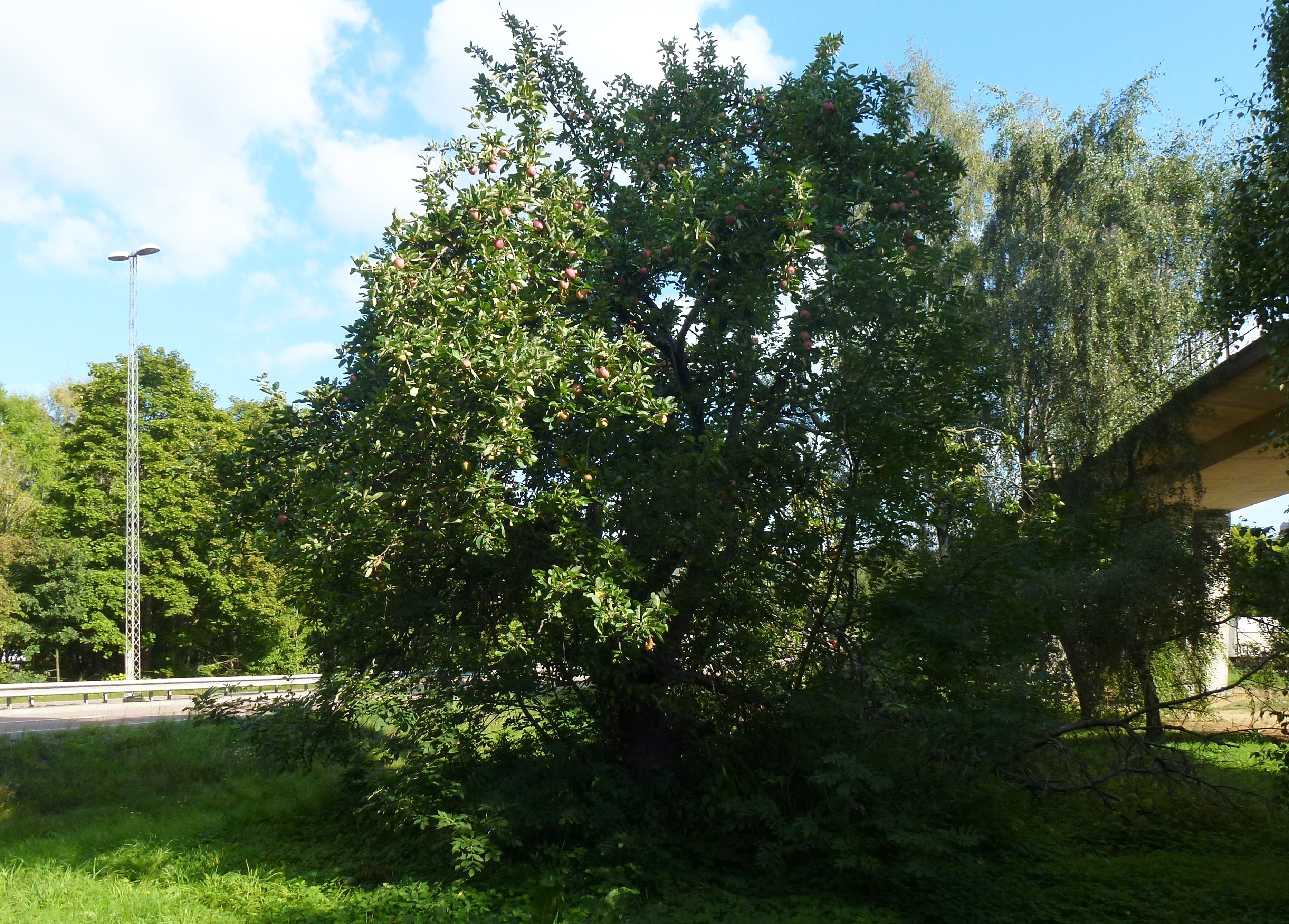
Ett gammalt äppelträd från gårdens odlingar
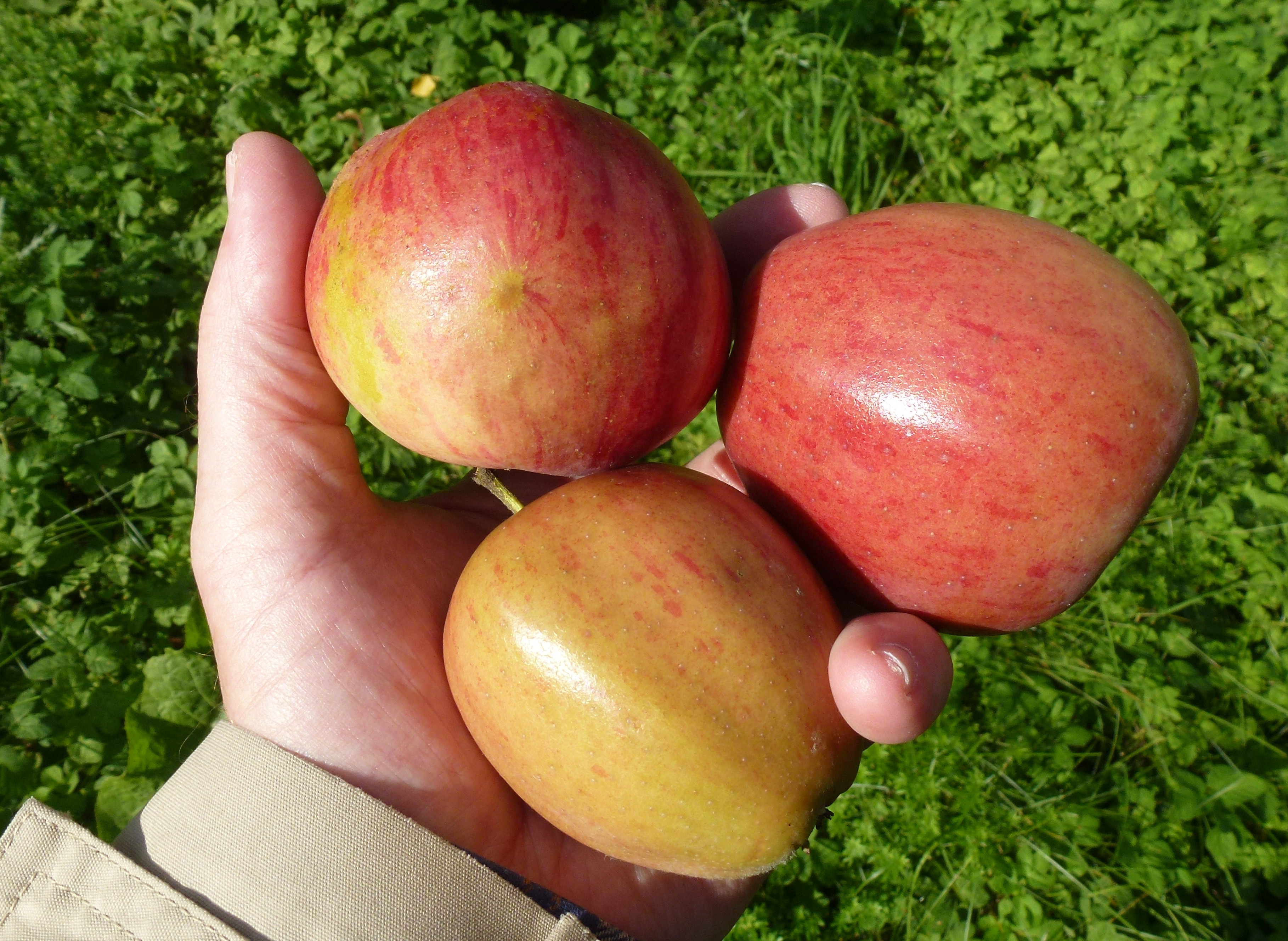
Äpplen från Fittja gårds före detta odlingar
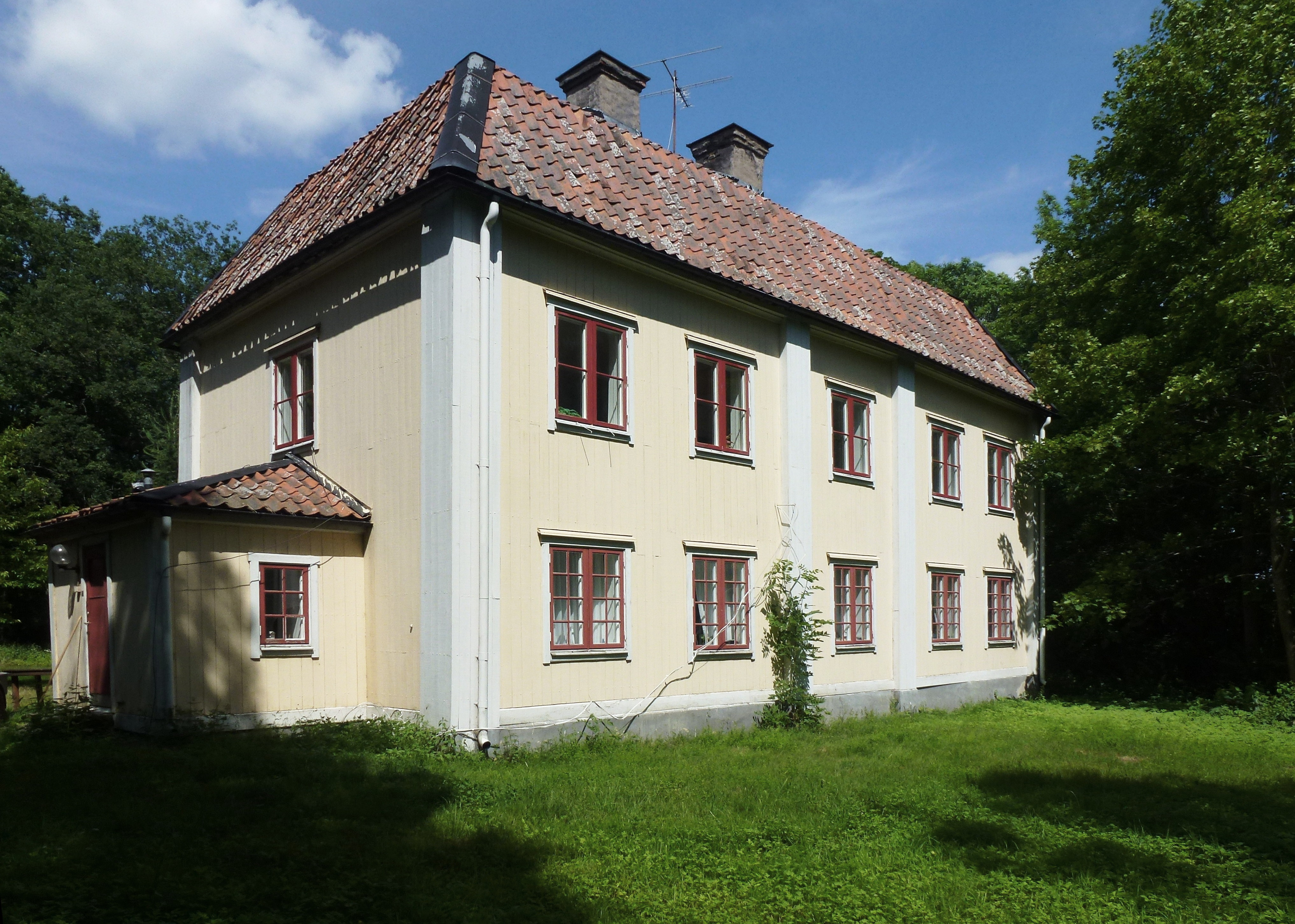
Ängsbyggningen

## Fittja gårds ägare
Källa: Mångkulturellt centrum.
| - 1631 – Erik Larsson von der Linde - 1661 – Lorens von der Linde - 1663 – Gustav Mattsson - 1711 – Gustav Mattssons måg - 1712 – Hans Blomgren - 1715 – Gabriel Östman - 1731 – Peter Höök - 1740 – Samuel Stjernkrona - 1757 – Brita Magdalena Höök - 1760 – Johan Beckman | - 1760 – Göran Gyllenstierna af Björksund - 1772 – Carl Fredrik von Höpken - 1778 – Johan Liljencrantz - 1787 – Jacob Hongelin - 1799 – Erik Gustaf Nordblad - 1802 – Adam Carlqvist - 1809 – Jacob Schmidt - 1815 – Benjamin Grafström - 1818 – Pehr Winblad - 1826 – Anna Juliana Östman | - 1835 – Carl Laqvist - 1840 – Pehr Winblad (återkom) - 1843 – Erik Isak Almgren - 1846 – Johan Erik Hörstadius - 1859 – Lars Magnus Carlsson - 1899 – Hjalmar Carlsson - 1956 – Ragnar Sellberg - 1967 – Stockholms stad (gården) - 1967 – Byggnadsindustri AB Ehn & Co, Ernst Ehn (marken) - 1971 – Botkyrka kommun (gården) |